# Літній сад (Санкт-Петербург)
Лі́тній сад — палацово-парковий ансамбль в історичному центрі Санкт-Петербургу, що виник на початку XVIII ст. і змінювався згідно з панівною модою протягом трьох століть.
Сад ніколи не був обділений увагою, навіть в часи змін моди і погіршення стану. На початку XXI століття його історію поділили на такі умовні періоди:
- 1704–1710 рр.
- 1710–1716 рр.
- 1716–1725
- 1725–1750
- 1750–1787
- XIX століття
- XX ст.
- XXI ст.

## Заснування
Засновником саду був російський цар Петро І (1672–1725). Як особа, він підійшов до створення парку в 1703 році у віці трохи за тридцять. Позаду були знайомство з невеличкими садами Москви (фруктовими і декоративними), перебування в Голландії і знайомство з голландським садівництвом. Саме голландські регулярні сади і були зразками для розпланування майбутнього Літнього саду в Петербурзі, котрий на 1703–1704 роки ще не був столицею.

## Залишки садиби Конау
Для створення власного саду цар обрав залишки садиби Конау через річку Нева навпроти закладеної Петропавлівської фортеці і Троїцької площі з її першим ринком міста та спорудою Сената. Колись це була невелика садиба шведського майора Еріха Берндта фон Конау з помешканням і невеликим садом, котра перейшла у володіння царя як військовий трофей.
Першим виникло тимчасове приміщення для царя. До розпланування території підступилися лише 1704 року. Ведення війни з потужною на той час Швецією обмежувало царя в коштах і можливостях. Тому на початковому етапі садом опікувались російські майстри — Іван Матвєєв (16??—1707, бомбардир і військовий інженер, фонтанних справ майстер) та російські садівники. Іван Матвєєв. працював за наказами самого царя, бо самовладне правління Петра І розповсюджувалось і на створення садів. Матвєєв готував майданчики під споруди, копав гаванець, брав участь в створенні садових стежок і невеликих фонтанів. Роботи йшли тільки влітку. Внесок Матвєєва в створення саду був невеликим, бо він помер 1707 р.

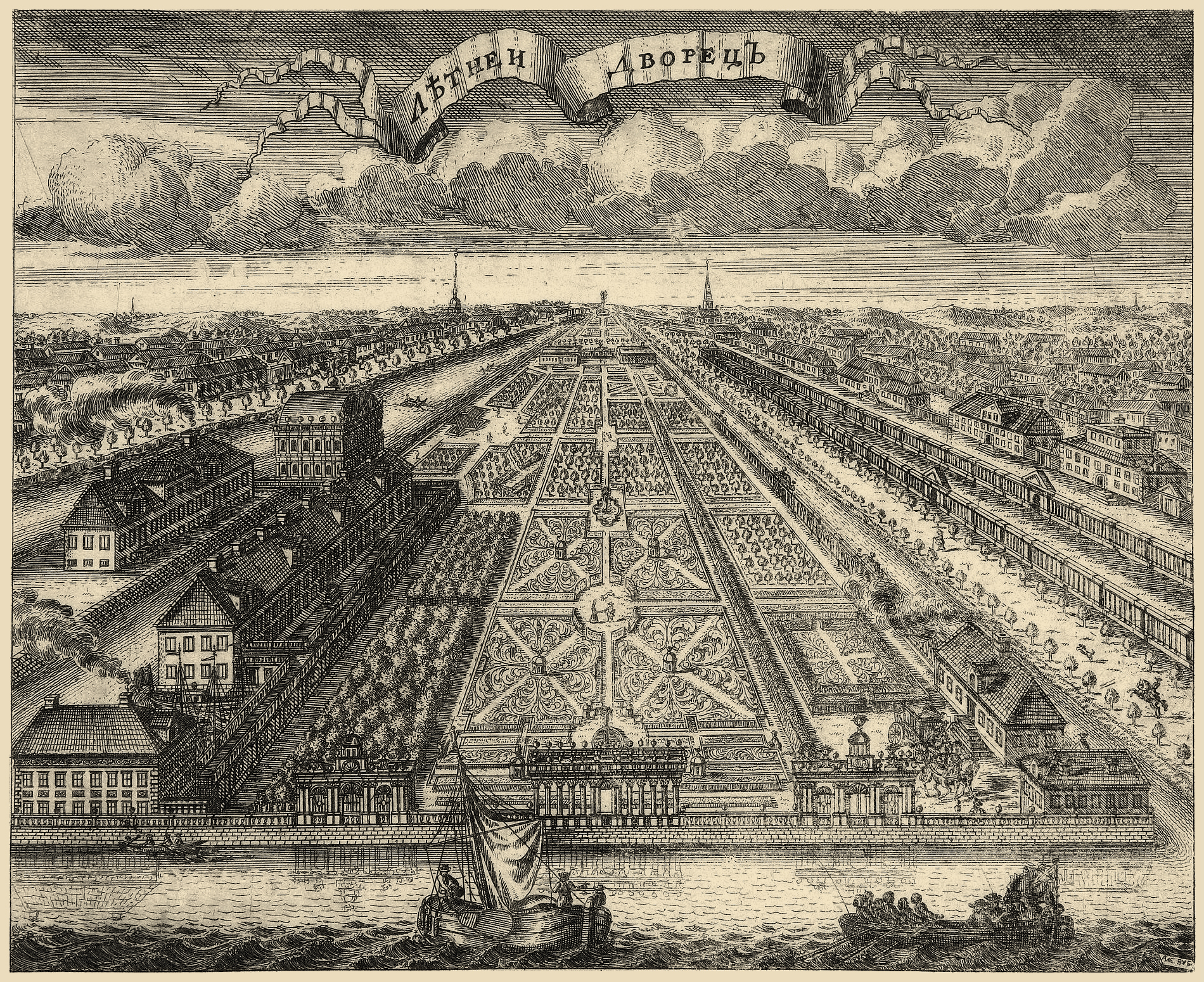
Літний палац Петра I та Літний сад, 1716 р., гравер О. Зубов

На створення саду впливало декілька факторів — вивчення природних умов місцевості, що страждала від повеней, необхідність завозити сюди кущі, дерева і квіти з Московії і з-за кордону і запрошені майстри-ландшафтні архітектори. Серед останніх були голландці, француз, італійці, що дотримувались різних національних традицій в паркобудуванні. Працював тут і російський архітектор Михайло Земцов (1684–1743).
Територію саду постійно підсипали землею, аби підвищити рівень ґрунту і цим захиститись від повеней. Були створені кордони саду, який згодом матиме три різні ділянки : дві декоративні і одну з фруктовими деревами. Резиденцію Петра І, котру створювали на острівці Усадиця біля Неви, відокремили від Другої ділянки каналом (так звана Лебяжа канавка). Перший Літній сад мав трикутну форму, розділену на двоє : парадна частина з Літнім палациком царя і регулярним розплануванням та фонтанами і господарська (за Поперечним каналом), там на заболоченій ділянці викопали фігурний Карпієв ставок і висадили овочі. Петро І пишався власним садом і вже 1716 року наказав створити гравюру з краєвидом Лінього саду, яку виконав Олексій Зубов. Завдяки цьому був збережений первісний вигляд розпланування саду, де ще йшли будівельні і інженерні роботи.

## Сад за часів Яна Роозена
Удосконалювати Літній сад в Петербурзі на новому етапі Петро І запросив садівника з Голландії Яна Роозена у 1712 р. Роозен підсилив голландські риси Літнього саду, що стануть головувати в розплануванні і що відчутні досі (бічне розташування палацу володаря, палац не стоїть на головній осі ансамблю, внесення в сад елементів жарту, розподіл території на тематичні кабінети тощо). В голландському саду мало терас і вони невисокі, або їх нема взагалі, бо мала і ділянка саду. Парадні частини саду невеликі. Відвідувачі саду приховані від наглядачів з палацу за критими галереями тощо..
Все це притаманно і первісному Літньому саду часів Яна Роозена. Дерев'яне помешкання царя замінили на кам'яне, але він знову вибудований не на головній осі ансамблю, а збоку. Елементом жартівливості-розважальності були особливі фонтани-жарти — на теми байок Езопа, на теми полювань (механічна собака жене механічну качку тощо). Сад має риси представницькі (фонтани, зелений лабіринт, власний звіринець) і господарські (ділянка з плодовими деревами, Оранжерея, Карпієв ставок з рибою, ділянка з городиною, будинок для слуг, водонагнітна вежа для фонтанів, лазня).

## Піклування про Літній сад

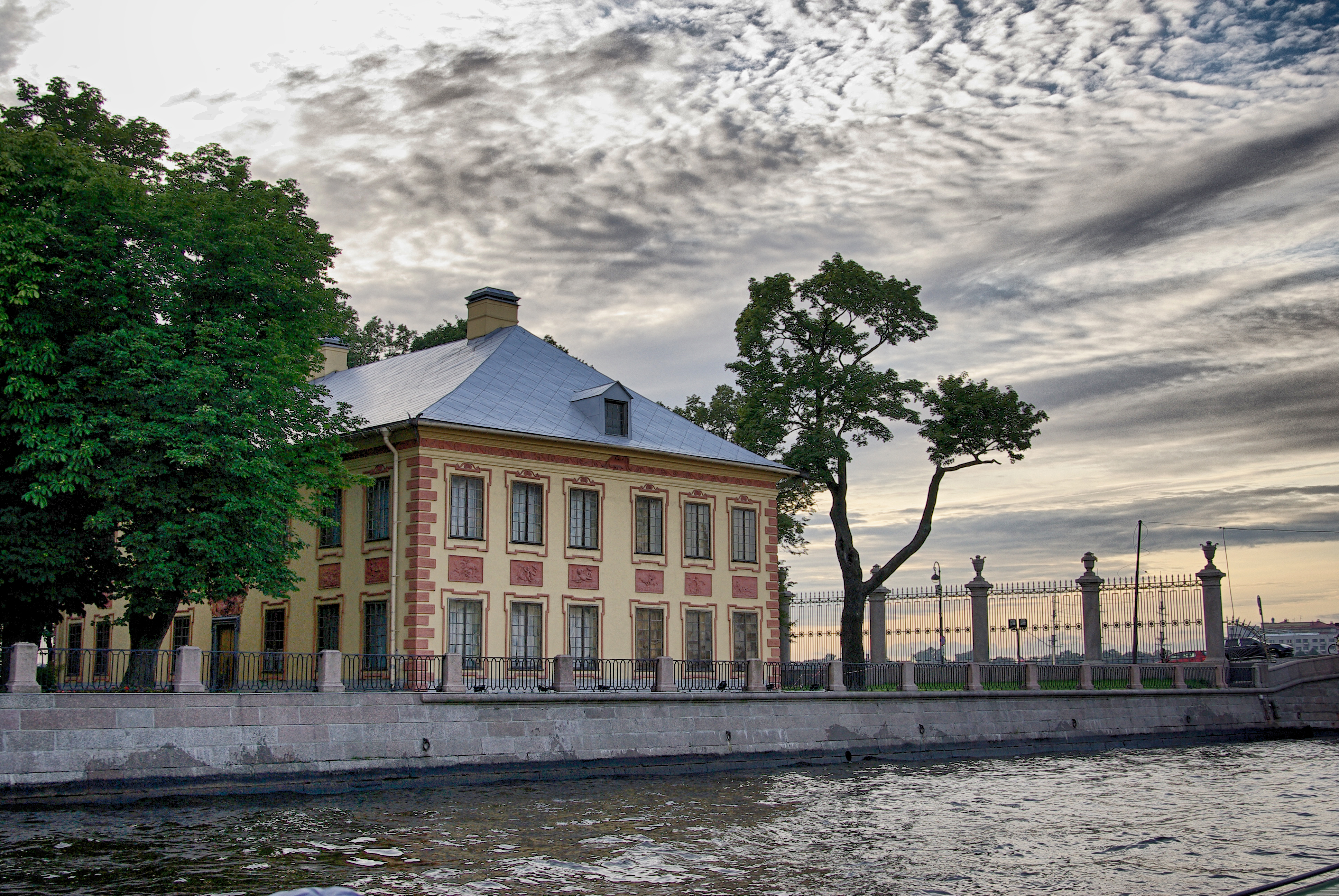

Цар роками опікувався власним садом. Під час перебування в Києві 1706 р. від відіслав у Петербург луківки білих лілей. Із Голландії було виписано дві тисячі молодих лип. Під час перебування в Підгорецькому замку придбав декілька мармурових погрудь, серед яких опинились погруддя Яна III Собешина та королеви Марії Казимири. Цар підсилював привабливість власного саду новими придбаннями. Саме сюди перевезли давньоримську скульптуру Венери, придбану в Римі дипломатом Савою Рагузинським і Готторпський глобус, що декілька років перебував в Літньому саду. Літній сад не був єдиним регулярним парком в Петербурзі. Найбільшим парком столиці був сад при садибі князя Меншикова за Посольським палацом на Василівському острові. Найбільш витриманим в стилі бароко був сад при Італійському палаці, що належав Катерині Першій, дружині царя Петра. Їй же належав і невеличкий палацово-парковий ансамбль в Катерингофі на узбережжі Балтійського моря.

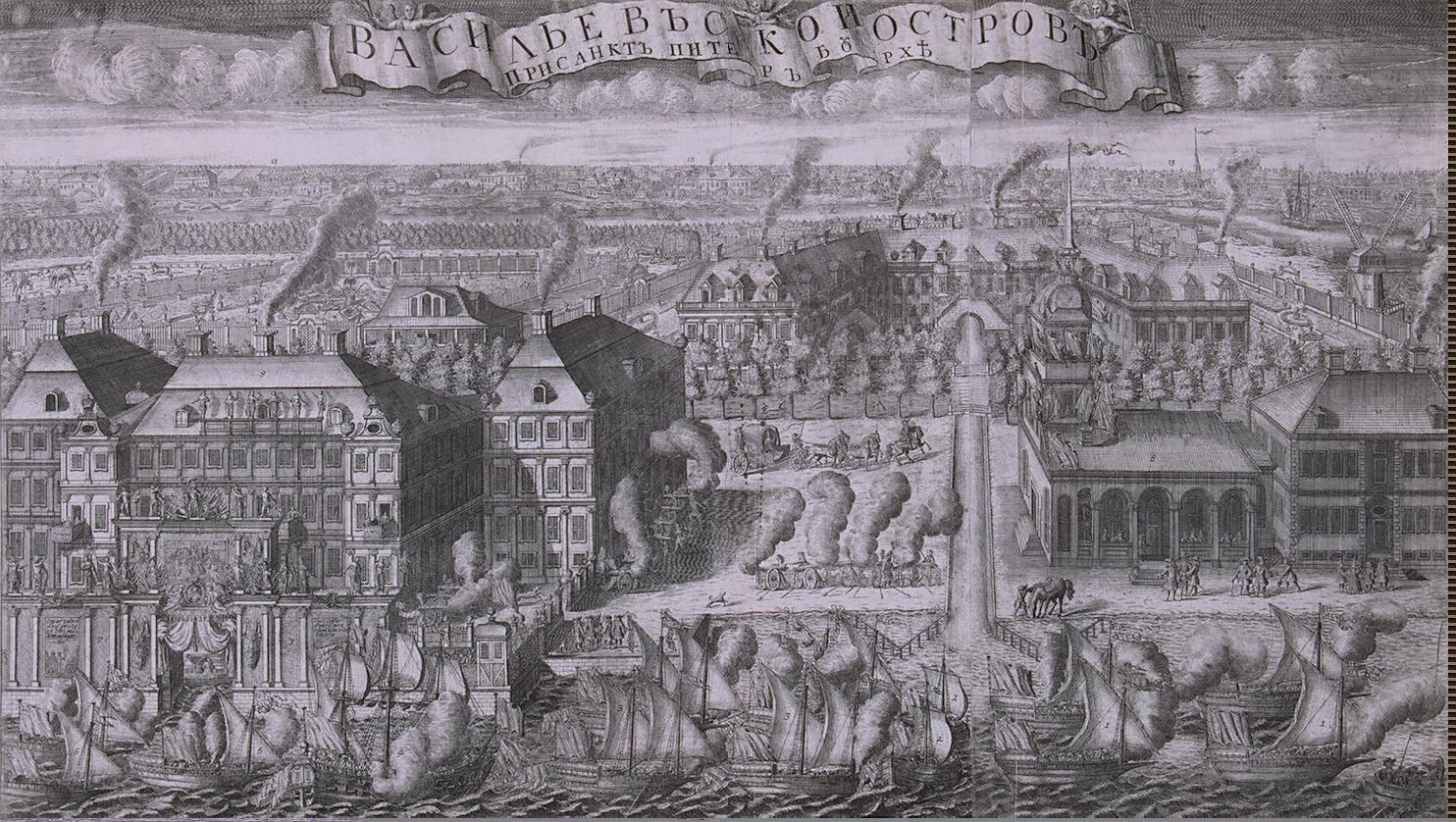
Садиба Меншикова з Посольським палацом і парком, 1715 р., гравер О. Зубов
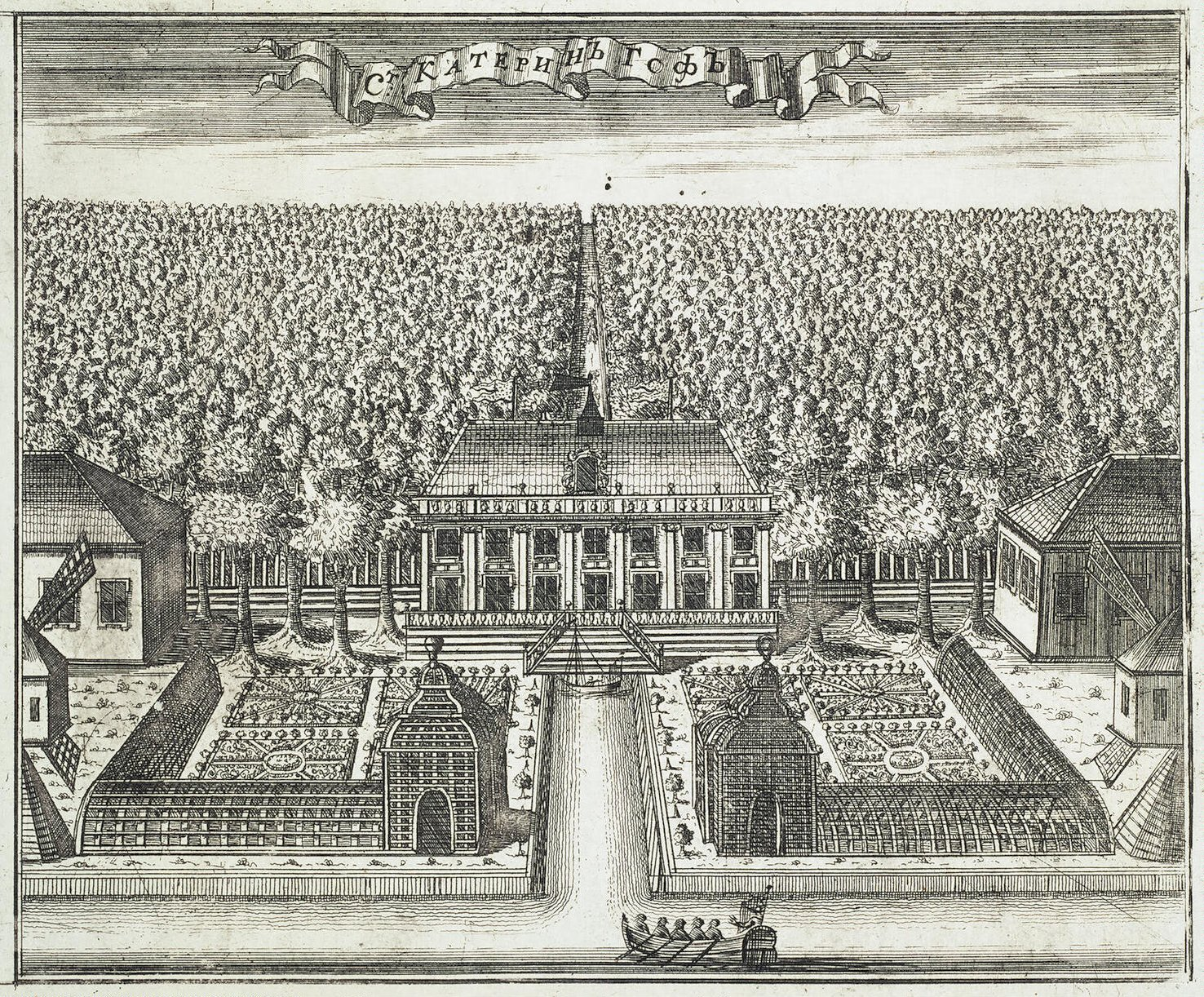
Заміський палацово-парковий ансамбль Катерингоф, 1716,гравер О. Зубов

У Літньому саду працюють найкращі архітектори, запрошені в Петербург з-за кордону. Кам'яний Літній палац створив Доменіко Трезіні. Розкішний бароковий павільйон «Грот» створено за проєктом Андреаса Шлютера.

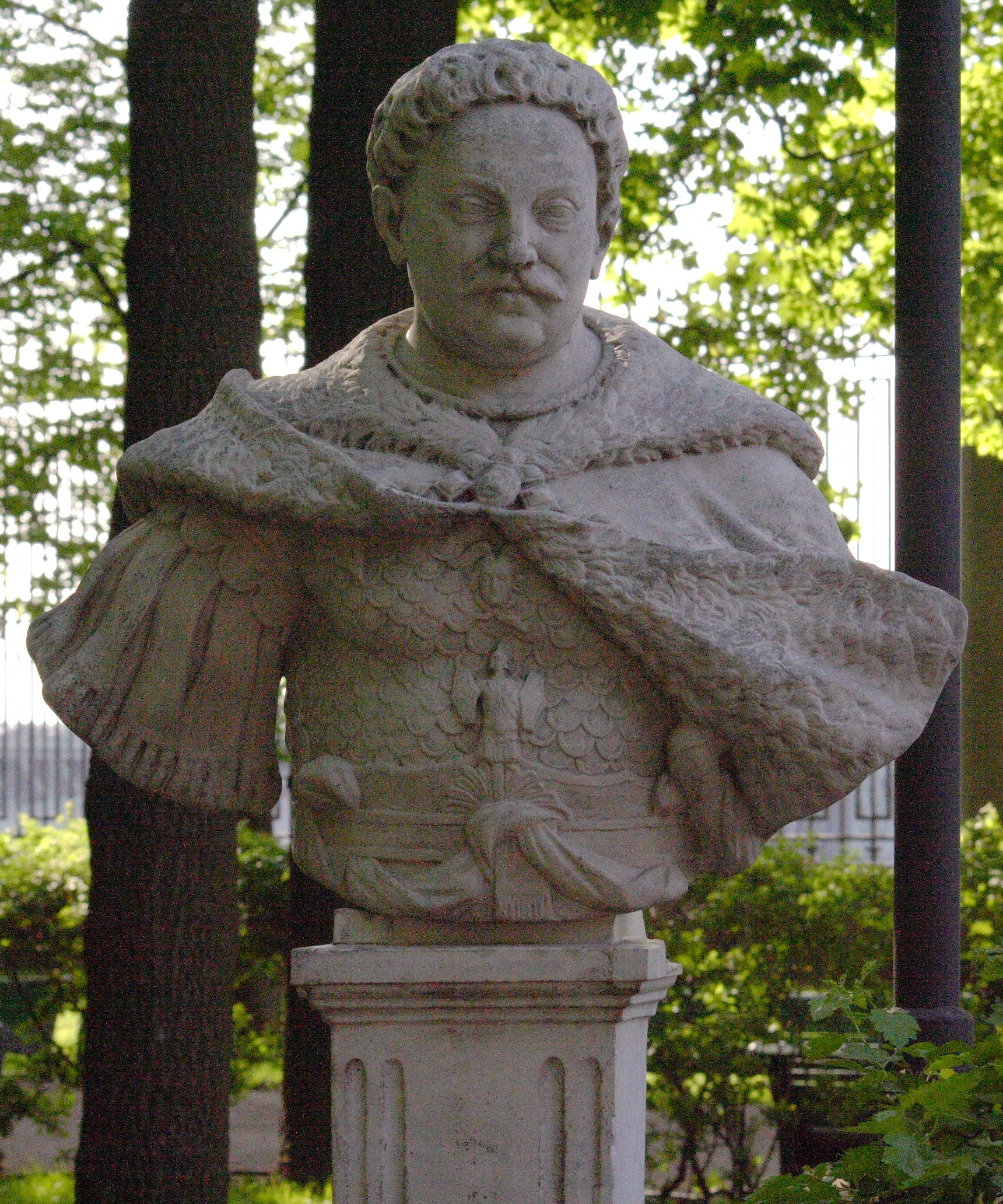
Бартоломеус Еггерс. Погруддя Яна III Собеського в Літньому саду.
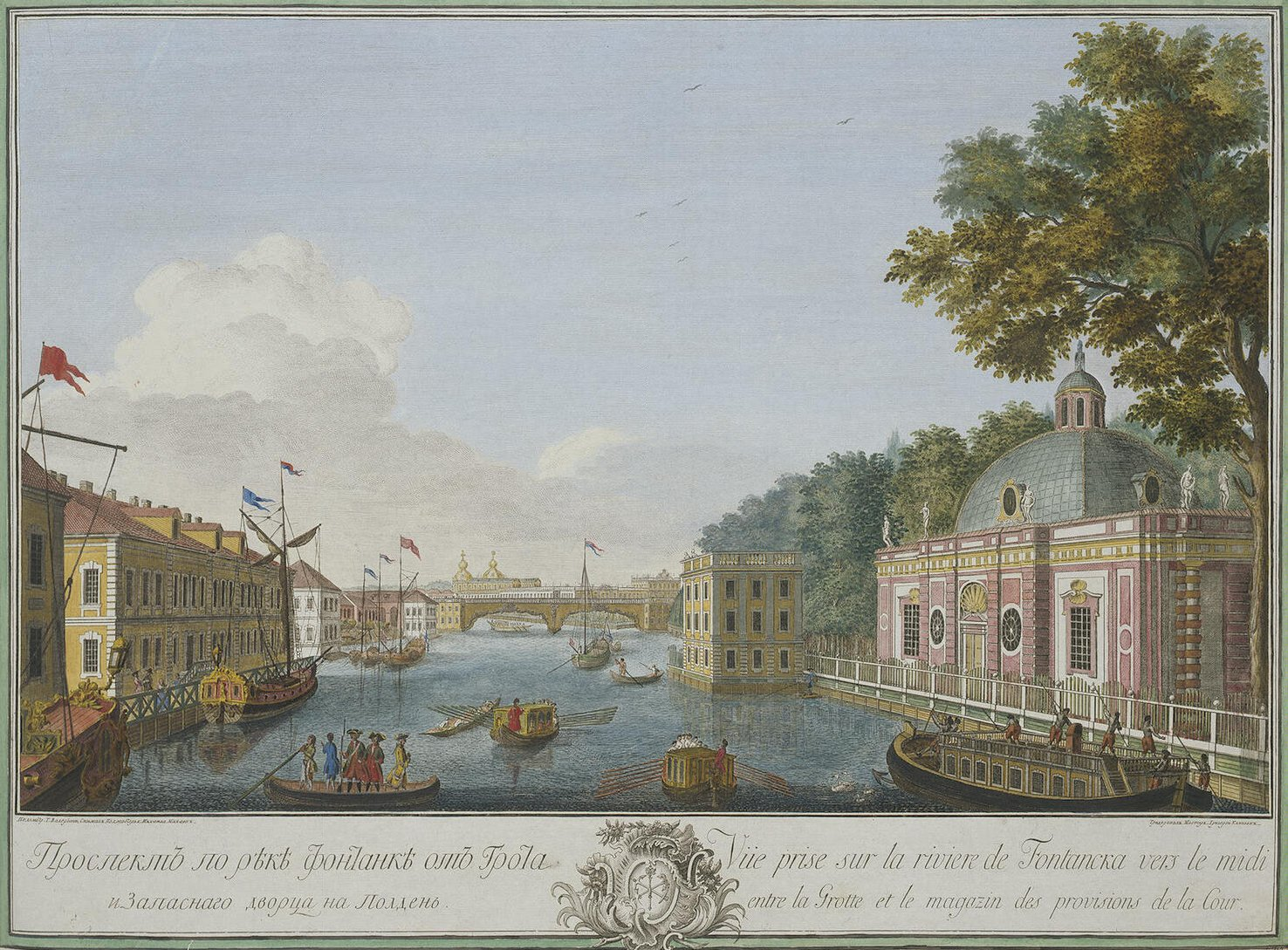
Арх. Андреас Шлютер. Парковий павільйон Грот (праворуч)
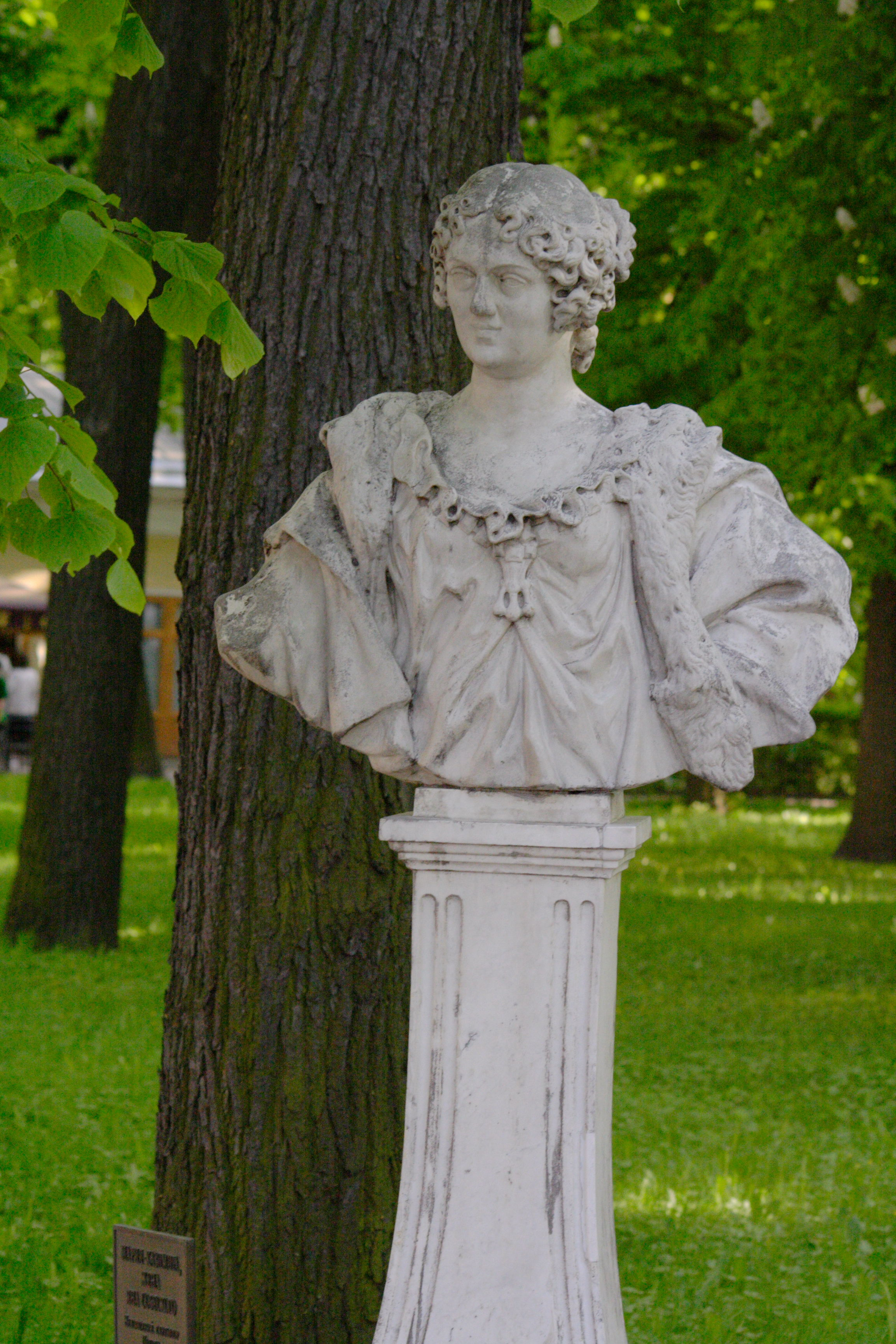
Бартоломеус Еггерс. Польська королева Марія Казимира

## Відвідини Парижа і Версальського парку
Петро І часто хворіє і вимушений лікуватись за кордоном навіть під час війни. 1717 року він відвідав Голландію (Амстердам, Гаага, Антверпен, Спа) і Париж. Петро І лікується і водночас удосконалює власні знання. Серед відвідин царя — Версальський парк. Французький досвід в паркобудуванні відтепер визнано і російським царем. З надламаною у Великій Північній війні Швецією почались перші мирні перемови. Відтепер цар може збільшити кошти і зусилля на створення садів в Петербурзі. Ідуть роботи по створенню парадних садів в Царському Селі, біля Італійського палацу, в Стрельні і згодом в Петергофі. Масштаб і будівельних, і паркових робіт в Петербурзі зростає в декілька разів. Для цього потрібні нові кадри. І в Петербург запрошена низка високо обдарованих майстрів — Карло Бартоломео Растреллі, Олександр Леблон, Деніс Брокет, Георг Маттарнові, Ніколо Мікетті, Йоган-Ґоттфрід Шедель, Гаетано Кьявері, художники — декоратори Ніколя Піно, Філіп Пільман, Бартоломео Тарсія.
Найбільший вплив на паркобудівну ситуацію в Петербурзі мав Жан-Батіст Леблон (в Росії його звали Олександр Леблон), учень самого Андре Ленотра.

## Втручання Жана-Батіста Леблона

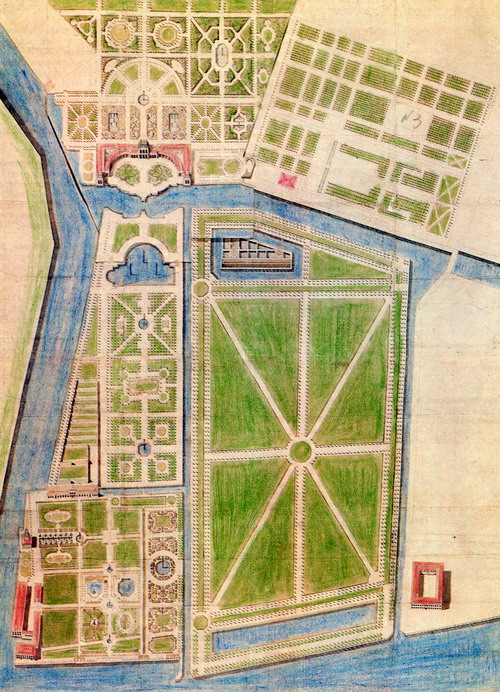
Олександр Леблон. Проєкт збільшення Літнього саду. 1717 р.

Петро І мав приватну бібліотеку, в яку розмістив і видання щодо паркобудування. На тлі погано перекладених російською і іноземних видань виділялось майстерністю друку і викладеним матеріалом французьке видання «Практика пана Леблона про сади». Саме цього автора і вдалося запросити на службу в Петербург. Леблон надзвичайно виділявся серед оточення і чудовою освітою, і обдарованістю. Але був поганим дипломатом і ще гіршим слугою. Дарма хліба не їв і створив декілька зразкових проєктів парадних садів, цілком оригінальних. Особливо значними були його проєктні рішення для Літнього саду та для царської резиденції в Стрельні, котра передувала створенню резиденції в Петергофі. Його пропозиції мали значний вплив на паркобудівну ситуацію в Петербурзі і надзвичайно підняли посередній рівень проєктів у новій столиці.
Леблон частково переробив інтимні і замалі ділянки голландського за характером саду Роозена, подовжив і поглибив його перспективу, вивів розпланування за первісні кордони саду. Нове рішення отримали чотири перші боскети. Вся композиція отримала довгу центральну вісь, що перетинала сад і виходила за межі нового палацу французького зразка, на місці якого нині Інженерний замок архітекторів Баженова та Бренна. В Літньому саду створили зелений лабіринт і довкола Лебяжої канавки — довгий, сухий, мережевий партер, прикрашений різнокольоровими камінцями, фонтаном і скульптурами. Леблон надзвичайно майстерно переробив ділянки саду, створені до нього, розвинув і збільшив парадну частину саду, незвично обіграв асиметрію його плану, особливо за новим палацом з новим і пишним розплануванням французького зразка.
Сад за проєктом Леблона був реалізований частково через інтриги оточення і шалений спротив фаворита Меншикова, з яким гордовитий парижанин встиг посваритися. Меншиков сприяв спочатку руйнації авторитету Леблона в очах царя, а потім і його життя. Передчасна смерть француза в Петербурзі звела реалізацію планів Леблона нанівець — і в Стрельні, і в Літньому саду. Лише його проєкти дивували візитерів столиці і гостей Петра І та слугували окрасою приватної бібліотеки царя як ще один раритет доби бароко.

## Пропаганда війни і меморіальне значення саду

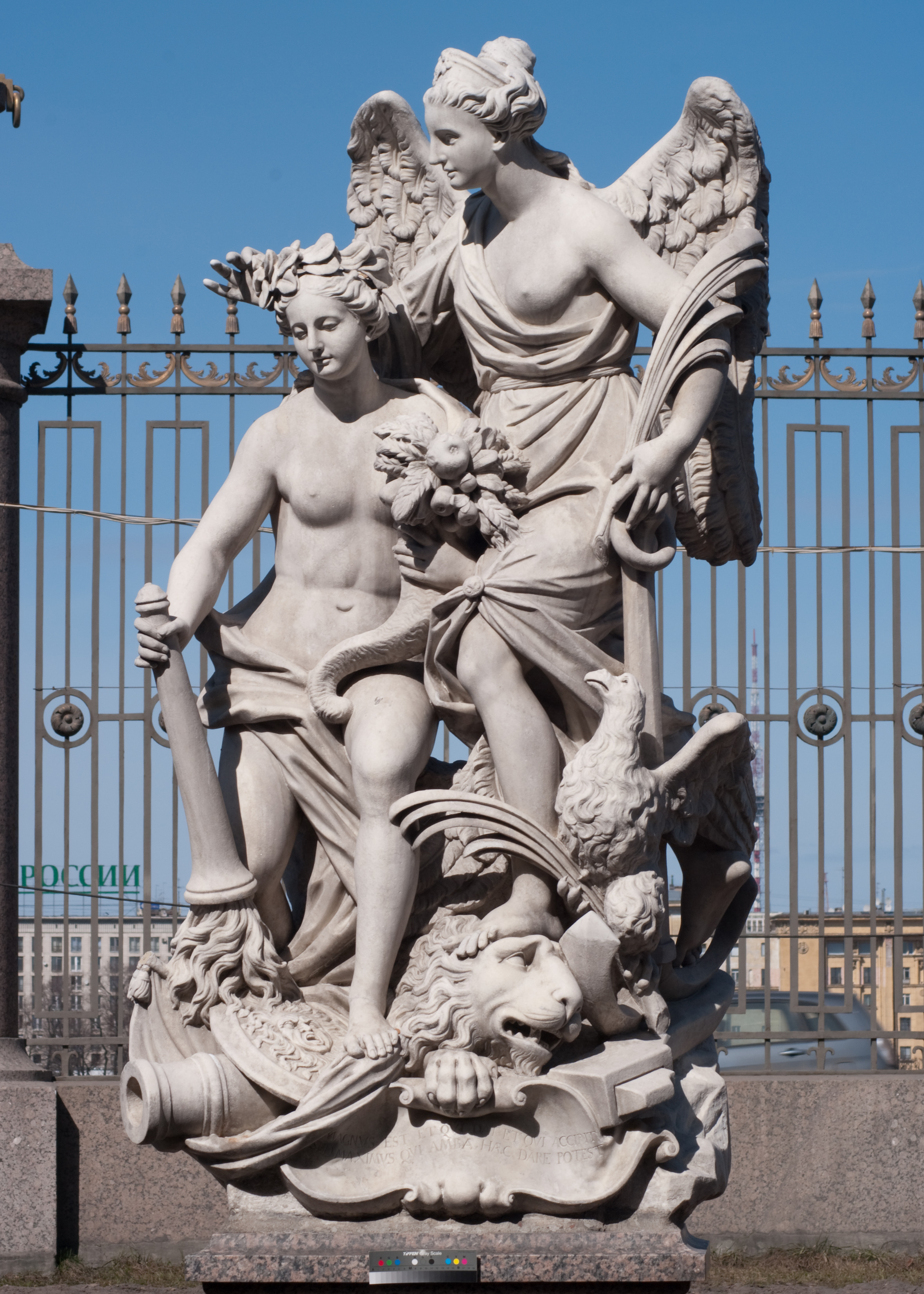
Скульптура «Алегорія Ніштадської угоди», 1722 рік.

Головною справою власного життя Петро І вважав ведення війни (про власну участь в Великій Північній війні він особисто писав книгу). Цим він нічим не відрізнявся від шведського короля Карла XII чи француза Луї XIV. В феодальному суспільстві головною перевагою володаря вважали його військові здібності і вдачу, усі інші переваги принагідно поєднували з цим.
Пропаганді війни Петро І приділяв значну увагу, цьому слугували навіть театральні вистави його часів і скульптури Літнього саду. Серед них досі — богиня війни Беллона, богиня-воїтелька Афіна, скульптура «Слава воякам» з обеліском і вінком для загиблих, погруддя полководців Александра Македонського та короля Яна III Собеського. Апофеозом військових перемог російського царя стала скульптурна група «Алегорія Ніштадської угоди», котру Петро І замовив італійському скульпторові П'єтро Баратта (1659–1729). Алегорична скульптурна група створена в 1722 році і перевезена в Петербург.
По смерті Петра І його нащадки почали вважати Літній сад і Літній палац царя — меморіальними місцями першого російського імператора. Хоча це не заважало використовувати його Літній палац під житло посадовців і вельможних гостей, нищити декор залів і вивозити мармурові скульптури в інші резиденції.

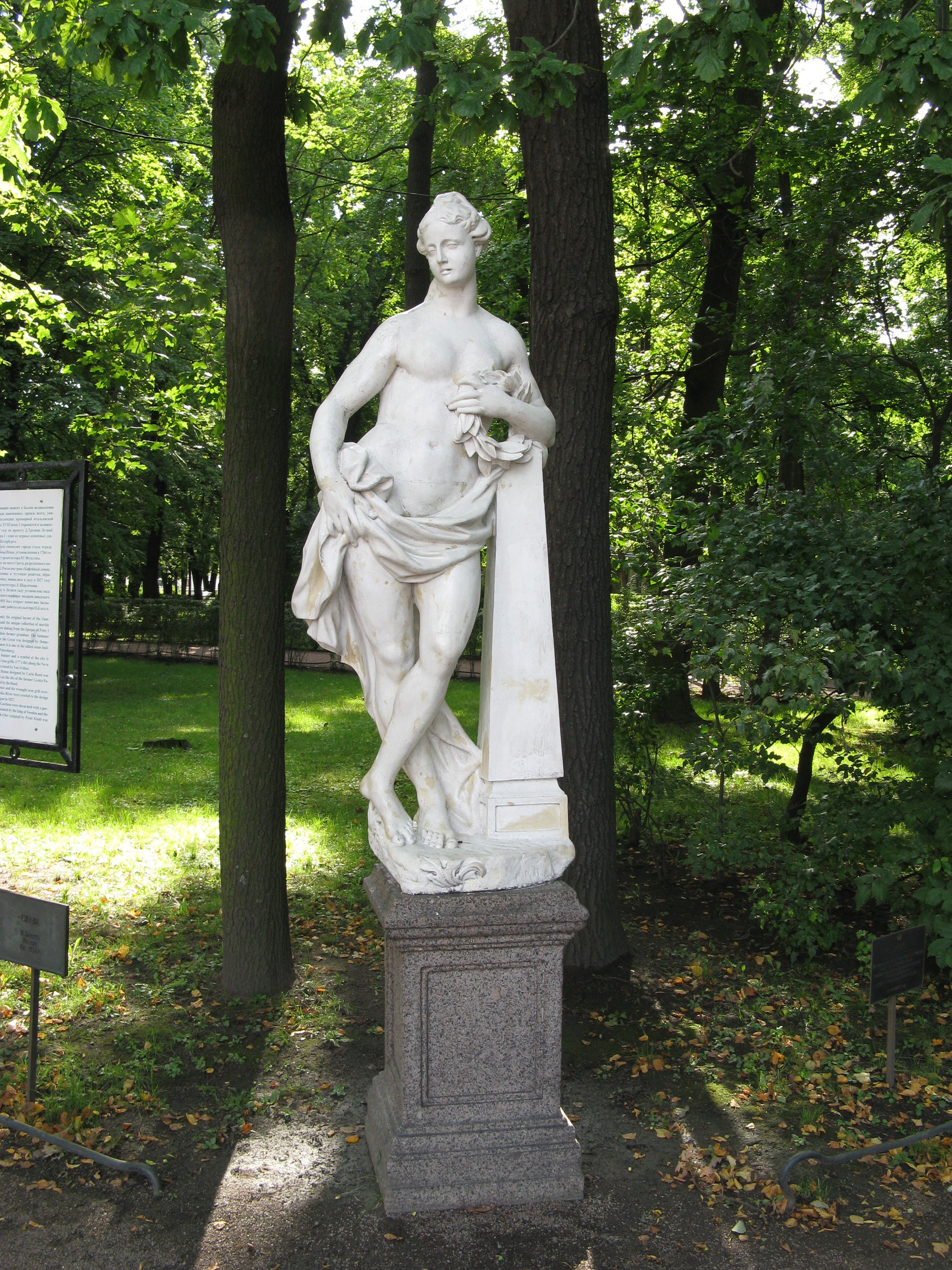
П. Баратта, «Слава вояків»
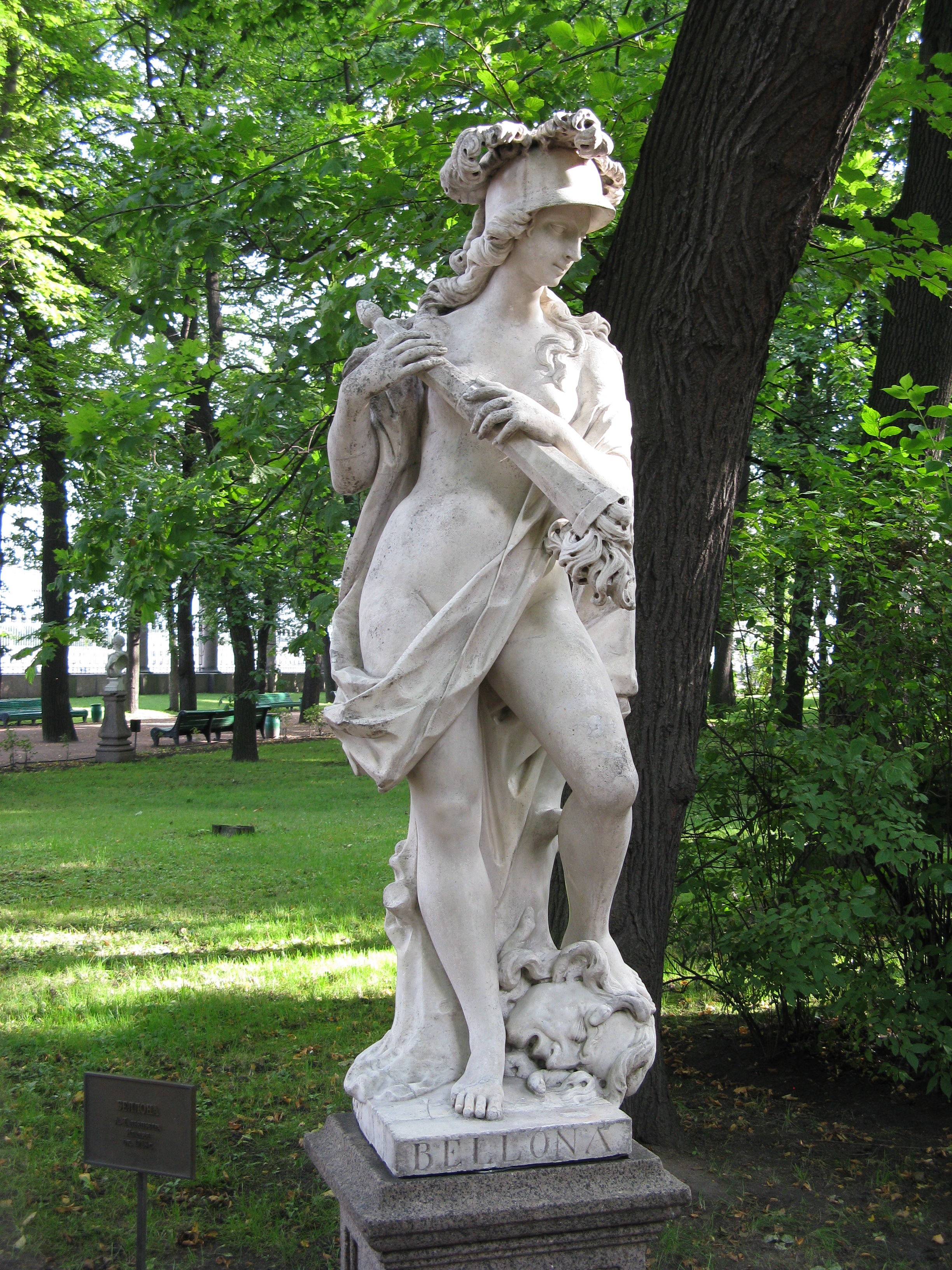
Богиня війни Беллона
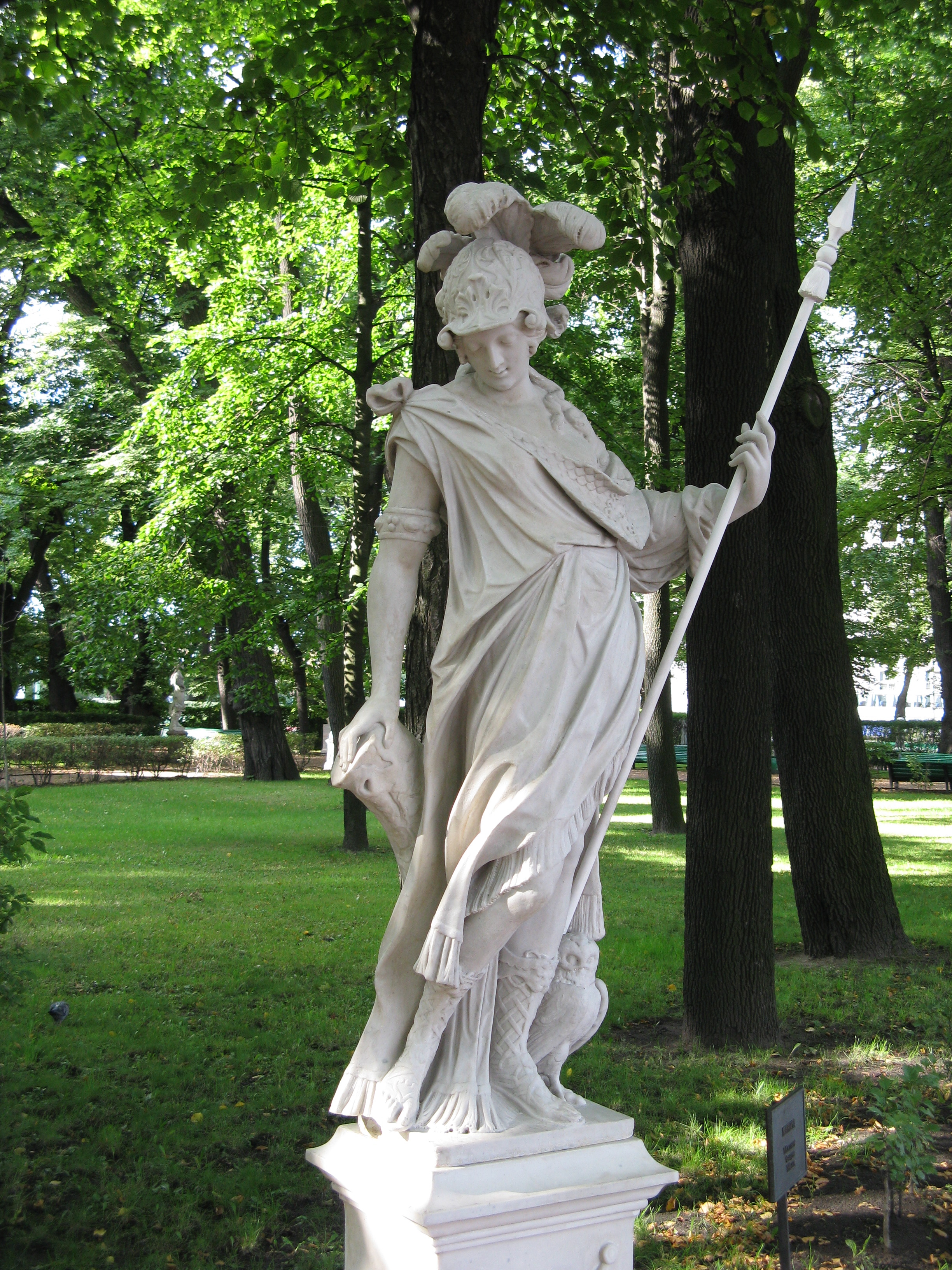
Томас Квеллінус, богиня-воїтелька Афіна.

## Занепад наприкінці XVIII ст.

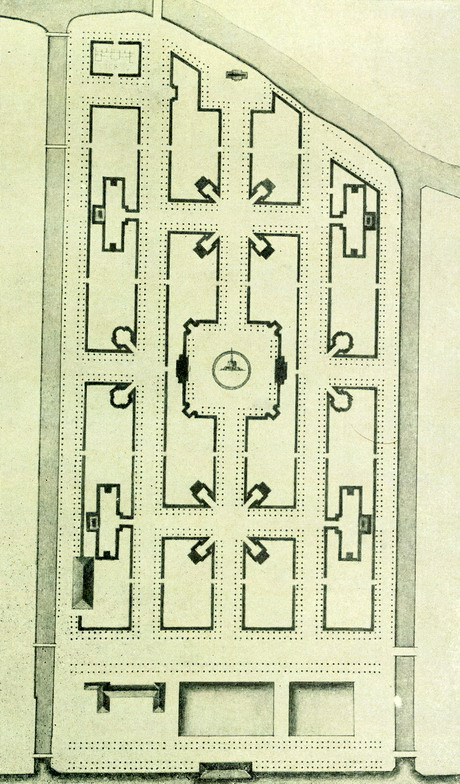
В. Растреллі. Ділянка «Променад», проєкт, (не збережено, зроблено Марсове поле)

Надалі Літнім садом опікувався архітектор Ф. Б. Растреллі. Кількість статуй зросла до 200. Серед скульптур були твори майстрів Італії і Фландрії. Приблизно з доби Растреллі почалася всесвітня слава цього саду. Занадто завантажений завданнями на інших будівельних майданах, Вартоломей Растреллі не приділяв значної уваги Літньому саду. Хоча як ландшафтний архітектор мало поступався в обдарованості Ніколо Мікетті чи Олександру Леблону. Саме Растреллі збудував палац для імператриці Анни Іванівни (знищений, нині Марсове поле) і сад з величним каскадом «Амфитеатр» (1734–1738), прикрашений фонтаном і скульптурами (знищені).
Річка Нева до 1760-х років підступала до огорожі і галерей самого саду. Розвиток міста в цьому районі сприяв переплануванням. Берег річки підсипали майже на сімдесят метрів і створили новий шлях. Згодом тут виникне нова набережна. В саду почали розбирати поруйновані і застарілі дерев'яні павільйони без створення нових (галерею Земцова з античною Венерою, всі альтанки, лазню, птахівник, оранжерею тощо.) Сад візуально спорожнів і примітизувався. 21 вересня 1777 р. Літній сад надзвичайно постраждав від чергової повені. Були зруйновані фонтани, мережевий партер і павільйон «Грот». Мода на пейзажні парки, агресивно запроваджена новою імператрицею Катериною II, відбилася і на Літньому саду. Фонтани і партер не відновили, а засипали сміттям і землею, аби знову підвищити рівень ґрунту. Барокове розпланування саду невпинно нищили, наближаючи його до примітивного пейзажного типу.

## в XIX ст.

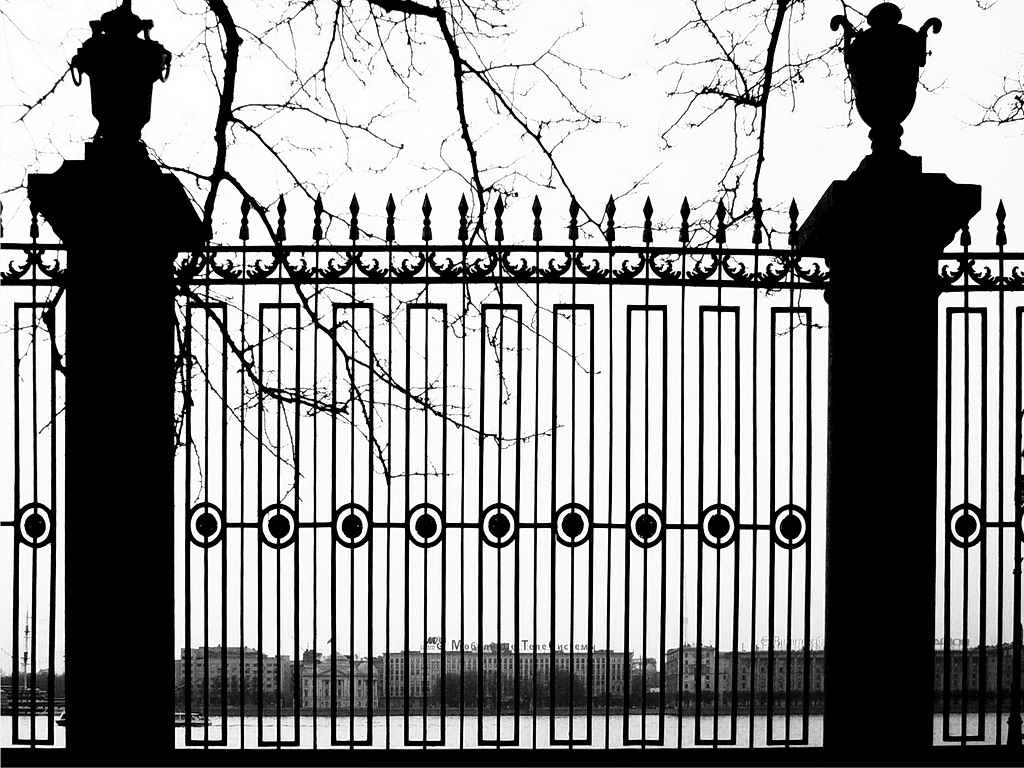
Огорожа Літнього саду в Петербурзі — одного з найвідоміших парків Росії

Поступово сад втратив всі риси барокового стилю (вистригання рослин, всі фонтани, Грот, канал в середині саду, всі будівлі Земцова). Лише нова огорожа була на рівні світових витворів мистецтва. Надзвичайно змінився склад скульптур саду. Всі найкращі зразки з мармуру перенесені в царські резиденції, скульптури з свинцю, попсовані негодою, знищені і не відновлені.
Серед нових скульптур — монумент на честь російського байкаря Івана Крилова (скульптор П. К. Клодт, 1851–1855), котрий надзвичайно відрізнявся і матеріалом (використана бронза), і стилем від мармурової пластики доби бароко. Ще 1799 за проєктом архітектора Г. П. Пильнікова створили кам'яну терасу на набережній Лебяжої канавки. Архітектор К. І. Росси перебудував павільйон «Грот» на «Кофейний будиночок» (1826 р.) в стилістиці ампіру. За проєктом Л. І. Шарлеманя з боку річки Мойки створили чавунну огорожу іншого за стилем малюнку й дерев'яний «Чайний будиночок» (1827 р.). Сад невпинно деградує, заміняють його рослинність, зменшується кількість мармурових скульптур. Таким він і увійшов у 20 століття.

## В XX ст.

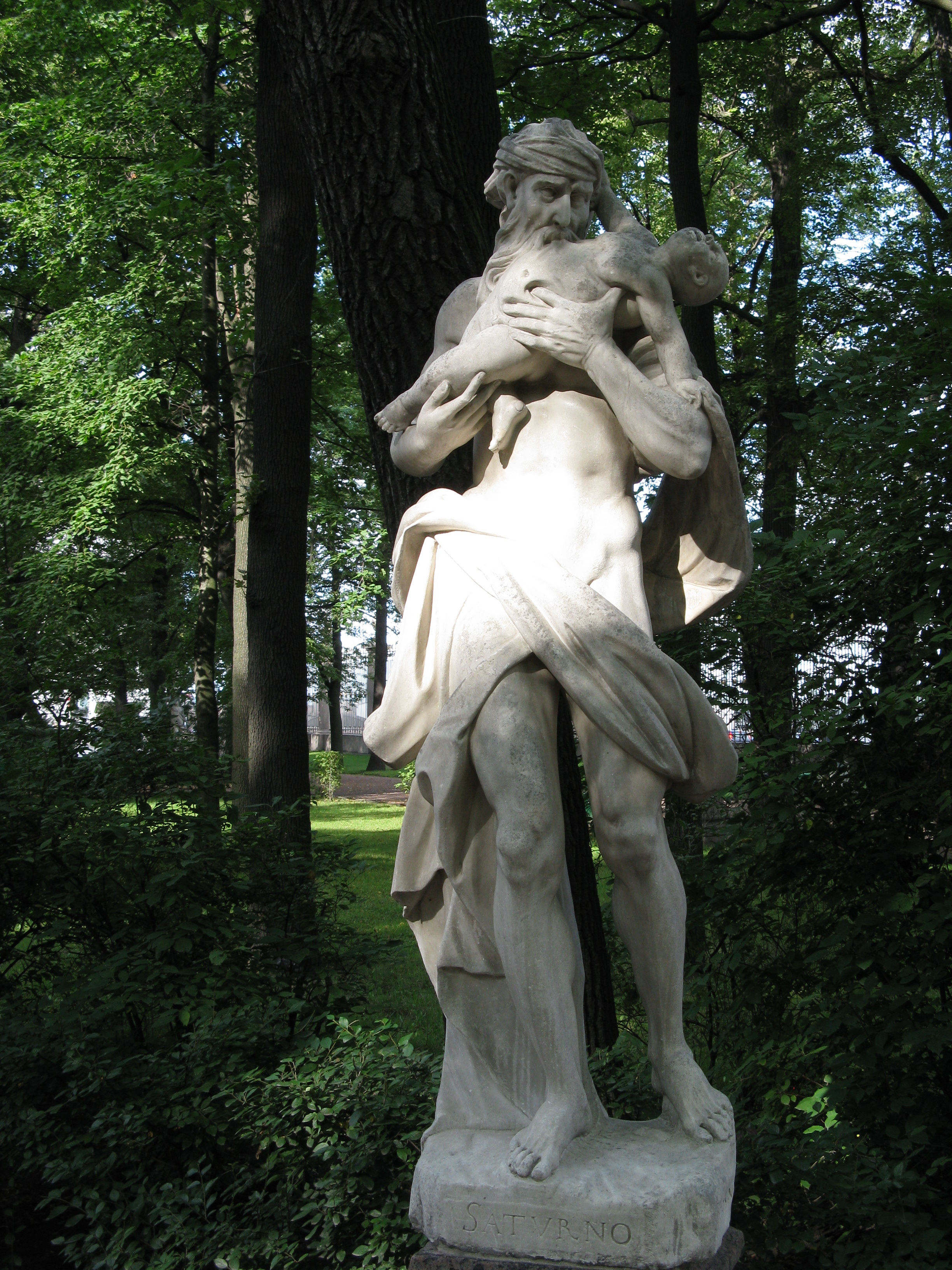
«Алегорія всепоглинаючого Часу» або «Сатурн»

За часів СРСР вигляд саду підтримували на кінець 19-го століття. В роки Ленінградської блокади Літній сад і його рослини сильно постраждали від артилерійських обстрілів. В повоєнні роки проводили підсадження нових рослин, не дуже опікуючись відповідністю їх історичним зразкам. Частка старих дерев хворіла, мертві дерева вирубали. Йшов процес невпинного старіння і смерті старовинних дерев саду, гостро постала проблема заміни хворих дерев і відновлення втрачених, бо сад давно пройшов період розквіту. Виявилося, що рослини в саду не підживлювали мінеральними добривами.
У повоєнні роки павільйони і галявини саду використовували для проведення невеликих виставок, серед яких — виставка скульптур Свініна, графіка Михайла Успенського, театральні роботи Леона Бакста та інші.

## Вивчення історії саду

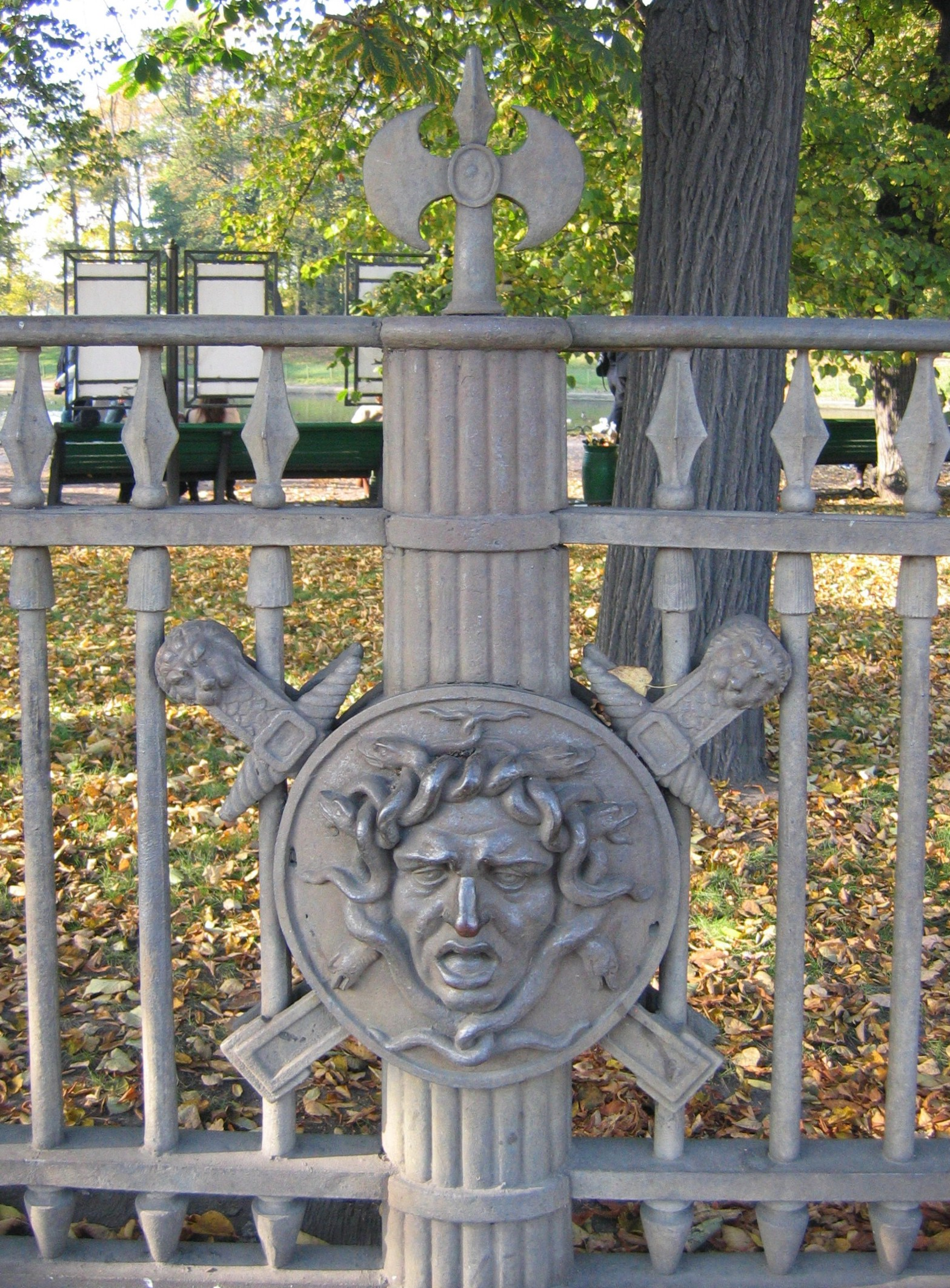
Огорожа саду з боку Інженерного замку.

Дослідження історії саду розпочали доволі пізно — лише в XX столітті. Дослідження започаткувала пані Дубяго Н. Б., професор і засновник ленінградської школи ландшафтних архітекторів. Саме вона була автором видання "Русские регулярные сады и парки" (1963) і першого проєкту реставрації Літнього саду, яку неповно провели в 1946–1950 рр. В 1970–1980-ті рр., під час досліджень і ремонтів у Літньому палаці Петра І і першими археологічними розкопками на садових ділянках, ландшафтний архітектор Н. Е. Туманова запропонувала відродити частку фонтанів колишнього барокового саду. Але в СРСР її не почули і в саду нічого не відродили. Залишки колекцій садово-паркових скульптур в музеях і парках Ленінграда досліджували також сама пані Дубяго Н. Б. (науковець Лісотехнічної академії), науковці Ермітажу — Андросов С. О. та інші. Частка збережених скульптур колишнього барокового саду була відкрита для відвідувачів в Меншиковському палаці в Ленінграді, коли там створили музейну експозицію «Культура Російської імперії першої третини 18 століття» (Джузеппе Торретто (1661–1743), скульптура «Діана з Амуром та песиком»).
До археологічного дослідження Літнього саду повернулись лише по розпаду СРСР, коли Російський музей ініціював нові дослідження саду і план по його частковому відродженню в стилістиці бароко. Тоді і були відкриті в Літньому саду залишки басейнів і фонтанної системи, котрі засипали будівельним сміттям і землею наприкінці XVIII ст.

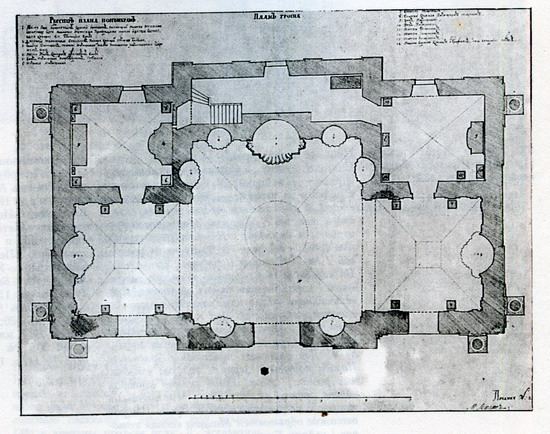
Павільйн «Грот», фіксаційний план
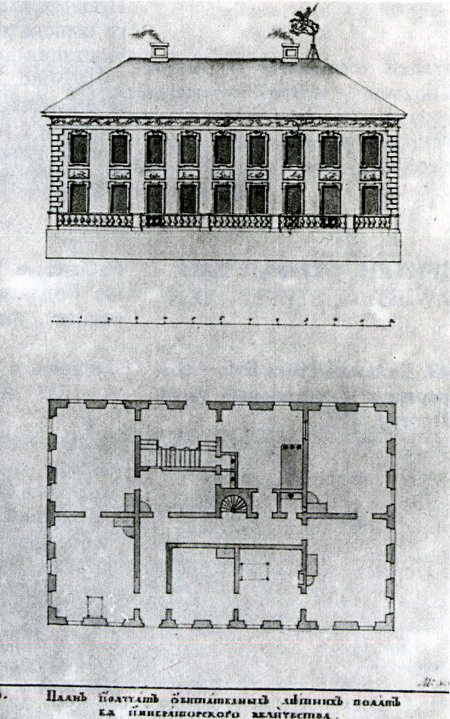
Фасад і план Літнього палацу до 1727 р.
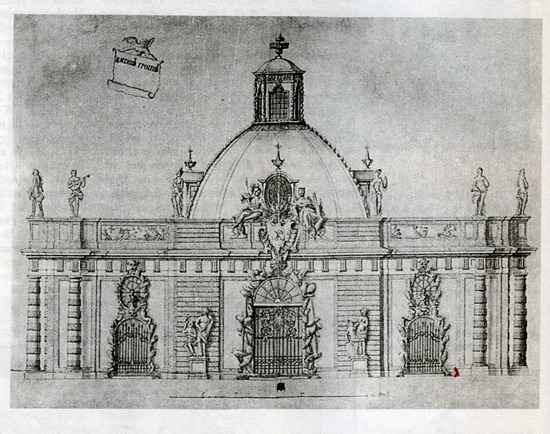
Фасад «Грота» в Літньому саду до 1727 р.

## Унікальна колекція барокової скульптури

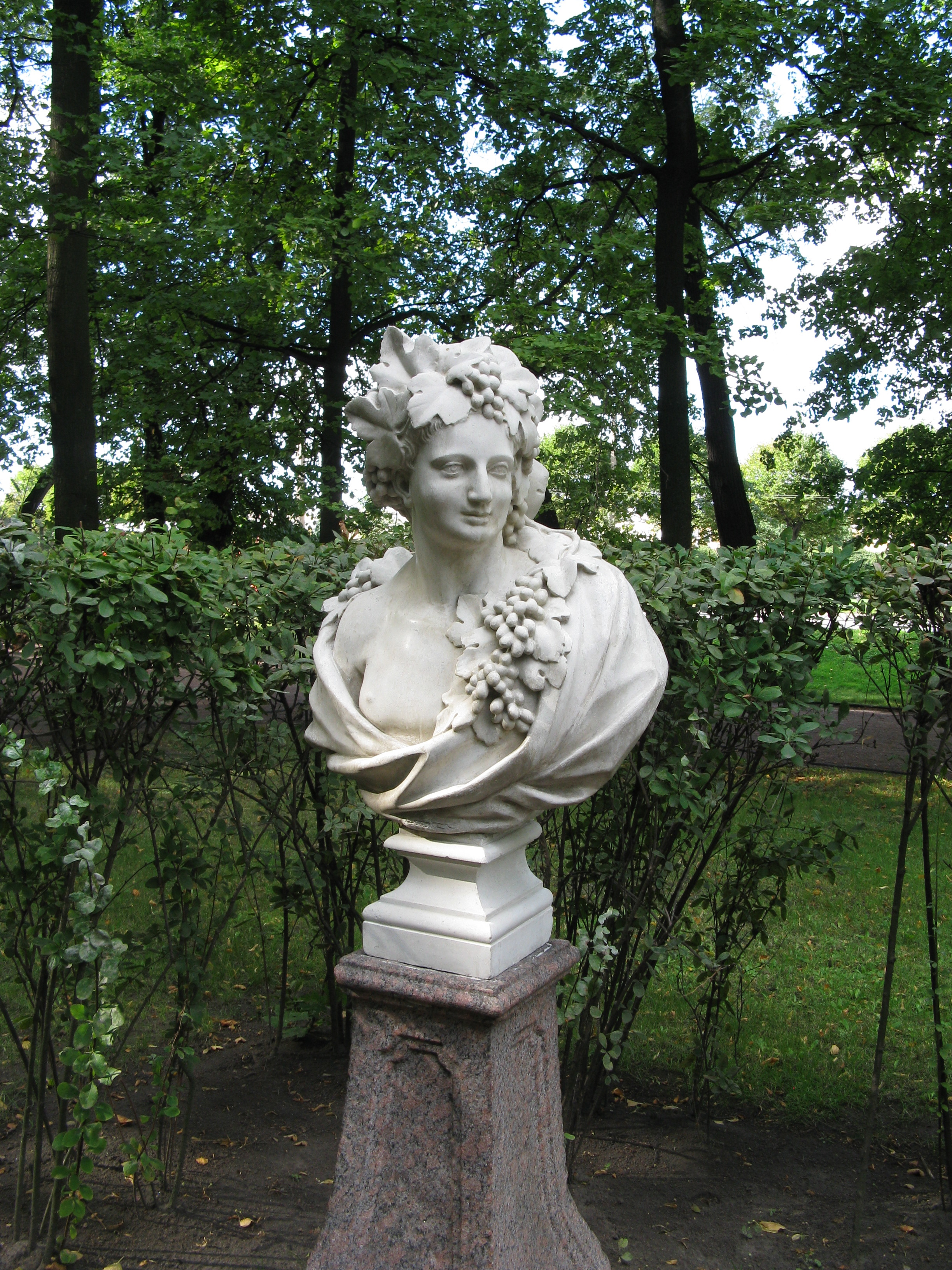
Алегорія осені
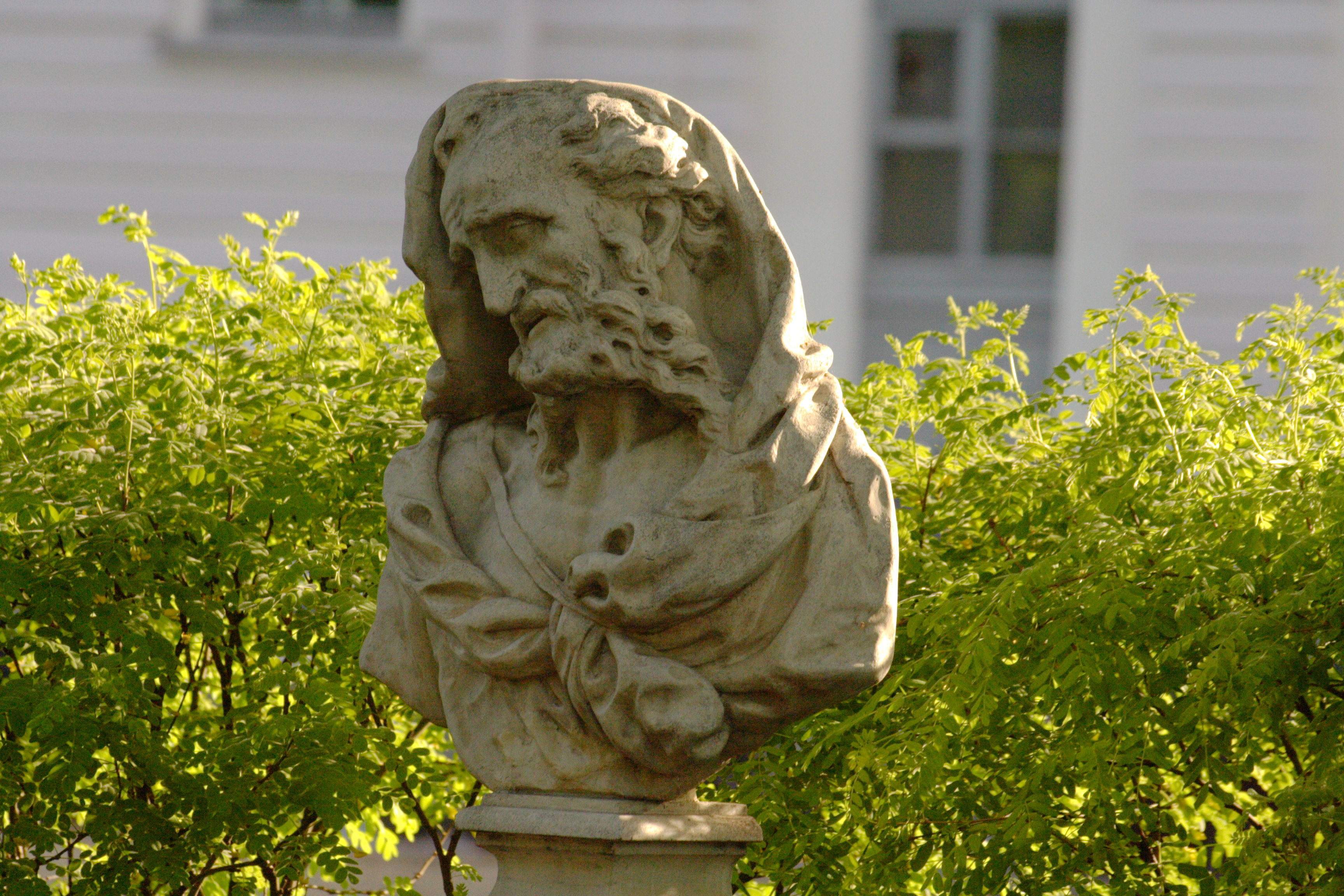
Філософ Геракліт
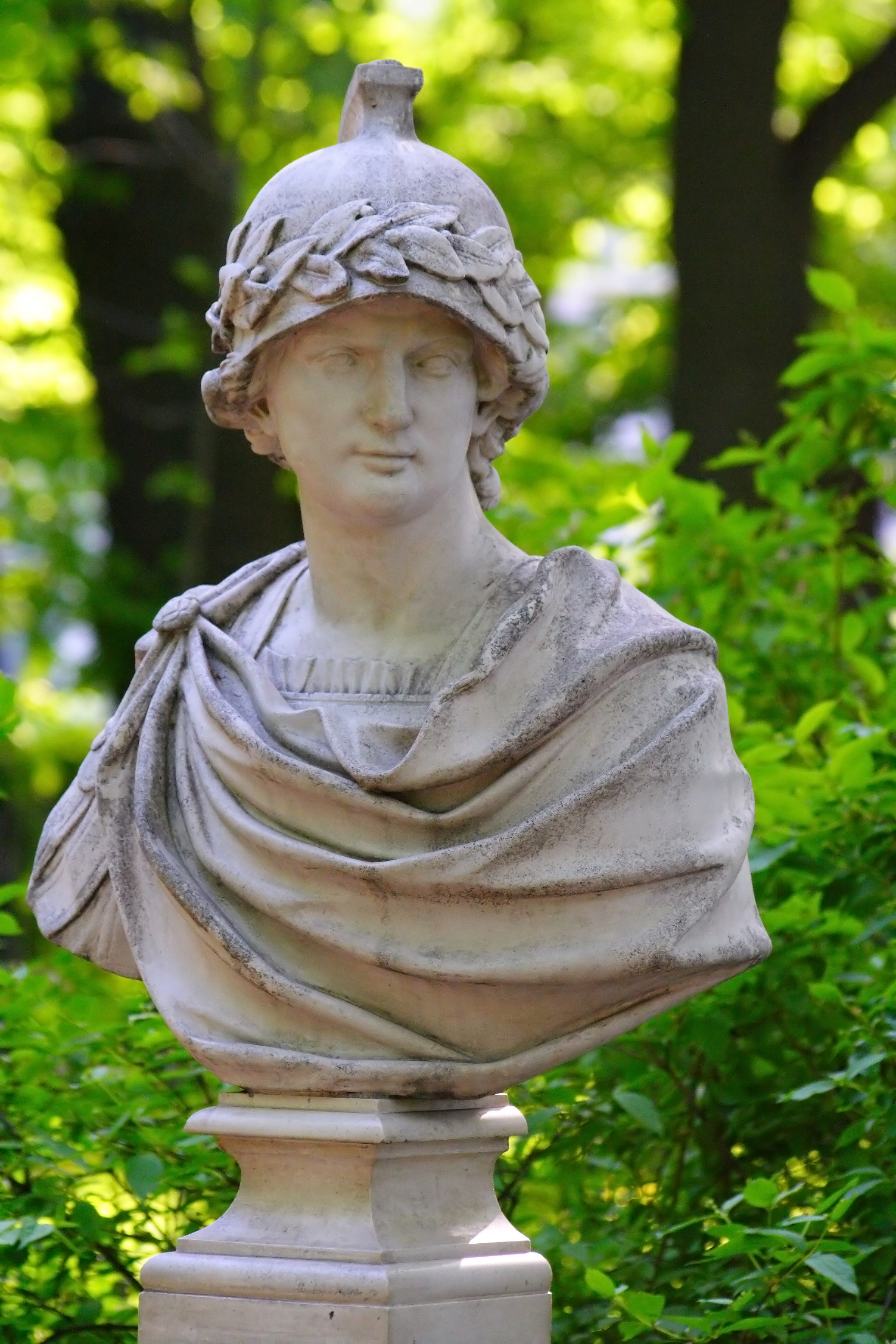
Погруддя Александра Македонського

Сучасна колекція скульптур в саду не досягає і половини від первісних двохсот. Вона складалась десятиліттями, але її склад постійно змінювався через вивезення в інші сади, акти вандалізму і руйнації від агресивних чинників середовища. Остаточно знищені всі скульптури зі свинцю і частка з мармуру. Дослідження пластики Літнього саду розпочато лише в 20 ст. Пані Ж. Мацулевич почала ці дослідження в 1930-ті рр., в 1936 — з друку вийшла її книга російською «Летний сад и его скульптура». Твори італійських майстрів, перевезені в Санкт-Петербург, вивчали не тільки російські науковці, а і закордонні. Барокову пластику венеціанських майстрів досліджував італієць К. Семенцато, що визнав внесок пані Мацулевич і використав його в власній книзі. Особливістю твору К. Семенцато було внесення не тільки довідок-життєписів венеціанських скульпторів, а і каталоги їх творів, збережених та вже знищених. Це було введенням в науковий обіг значної кількості фактів і зробило видання К. Семенцато довідником для музейників, важливим матеріалом для нових атрибуцій. Завдяки дослідженням К. Семенцато та С. О. Андросова частку скульптур ідентифікували, навіть коли вони не мали підписів автора. Відтепер вони пов'язані з іменами Джузеппе Дземіньяні, Джованні Бонацца (1654–1736), Антоніо Тарсія (1663–1739), Альвізе Тальяпьєтра (1670–1747), Паоло Гропеллі, Антоніо Коррадіні (1668–1752). Маленьким відкриттям було визнання, що в Літньому саду представлені не тільки твори італійських митців, а і твори скульпторів Фландрії доби бароко (серед них Томас Квеллінус 1661–1709), німця із Вестфалії, що працював в Італії (Генріх Мейрінг, 1628–1723) тощо.

## Алегорія Ночі

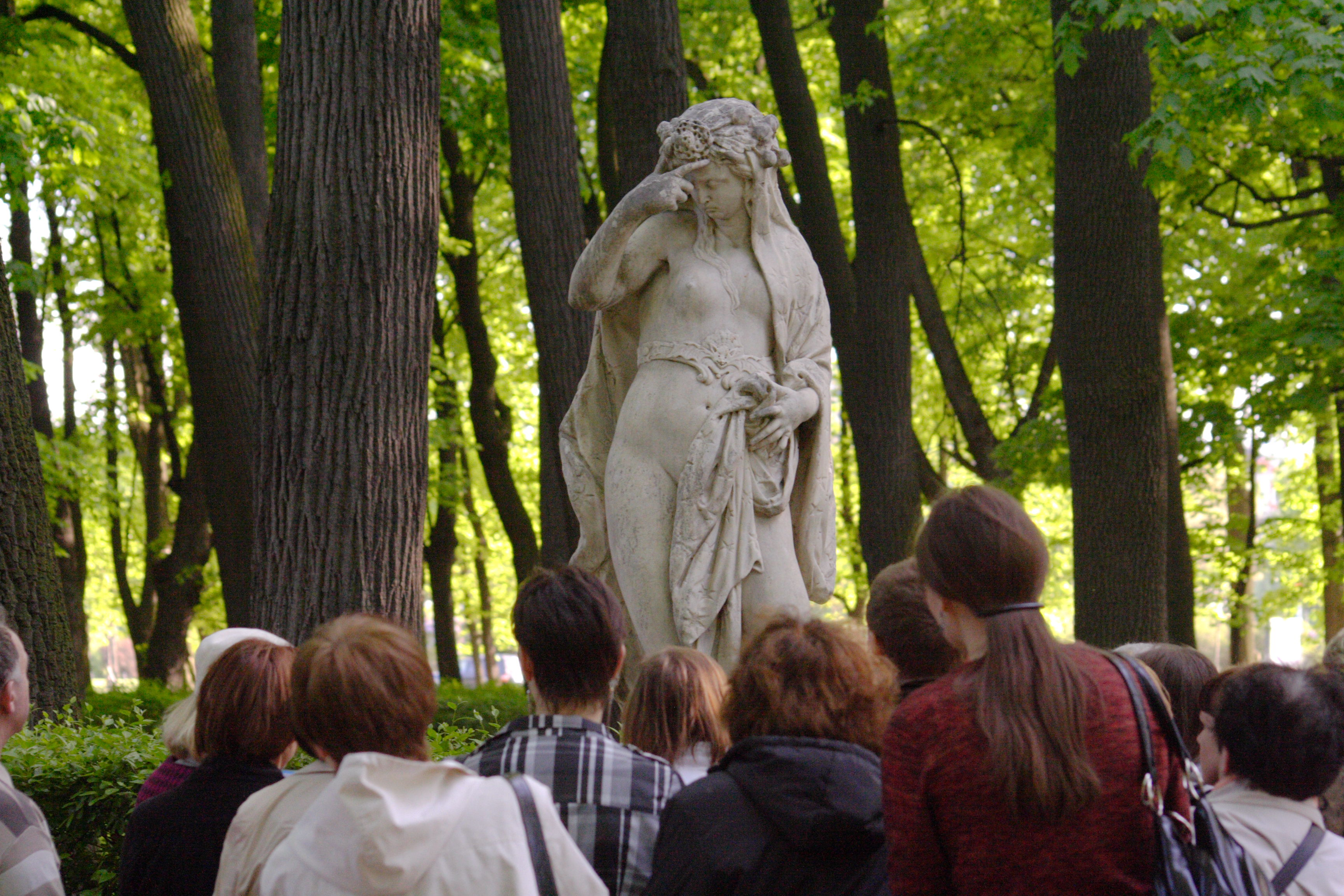
Ск. Джованні Бонацца. «Алегорія Ночі»

Поспішність у придбанні скульптур за кордоном призвела до придбання також другорядних і малоцікавих творів. Саме вони склали найбільшу групу серед випадково збережених скульптур саду, які датують останніми десятиліттями 17 і першою третиною 18 століття. Копій небагато, серед них — Аполлон Бельведерський, оригінал якого створено в добу еллінізму. Одну з копій і розмістили в саду.
Серед скульптур, що мають непересічне значення — таємнича «Німфа Літнього саду», ім'я якої загубилось, як і ім'я її творця (за припущеннями — фламандець). Але популярність скульптури «Алегорія Ночі» перевищила всі інші. Виконана скульптором Джованні Бонацца, формально вона входить до циклу з чотирьох скульптур «Перебіг доби», де також «Полудень», «Помираючий день» і «Аврора». Але майстерність виконання алегорії Ночі перевищила інші твори типової для бароко серії. До «Алегорії Ночі» ідуть на поклоніння, як до мадонн. Саме «Ніч» увічнила в своєму вірші Анна Ахматова.

## Початок 21-го ст.

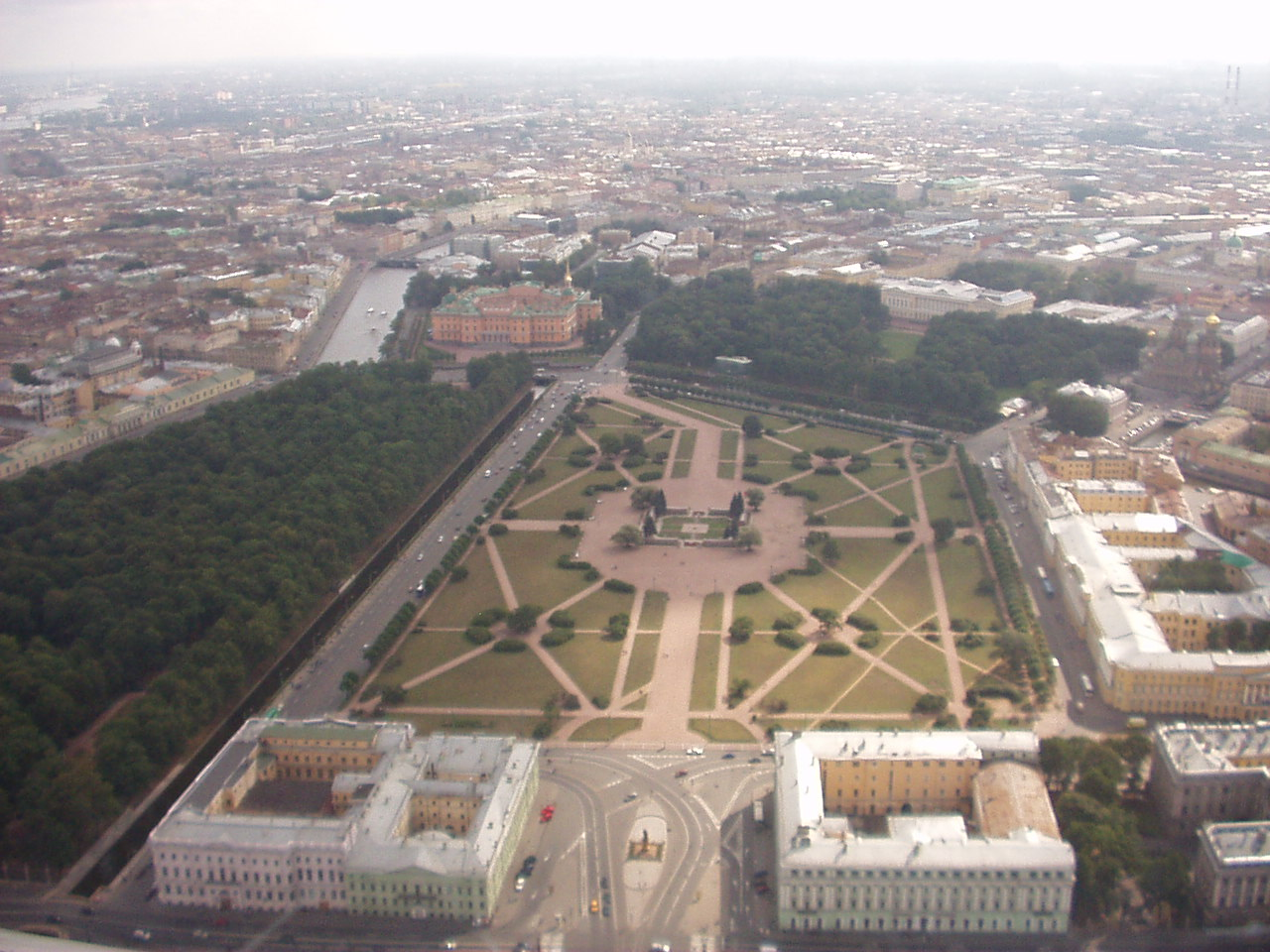

На початку 21-го століття прийняте рішення частково реставрувати Літній сад з поверненням йому рис бароко, що були втрачені. Про повернення саду в кордони 1717 чи 1750 року не йдеться (давно знищені палац Анни Іванівни і Літній — Єлизавети Петрівни, на місці останнього — Інженерний замок). Колишній фруктовий сад часів Петра І давно розділений сучасним шосе між садом Інженерного замку і садом Державного Російського музею, обидва мають вигляд пейзажних. На місці Потішного поля (колишнє Марсово поле в Петербурзі) створено радянський меморіал жертв революції, де поховані загиблі в лютневу революцію та вояки проти антирадянського повстання 6—21 липня 1918 року в місті Ярославль, вояки оборони Петрограда від військ генерала Н. Н. Юденича тощо. Поле і цвинтар мають регулярне розпланування нового зразка за проєктом радянського архітектора Івана Фоміна (1872–1936).
Часткова реставрація проведена лише на трикутній ділянці найпервісного Літнього саду в кордонах 1716 року.
- 2004 року Літній сад разом з Літнім палацом передали до складу Державного Російського музею. Відтепер він став філією Російського музею, де також Мармуровий палац і Строгановський палац.[6]
- Мармурова скульптура доби бароко перенесена в сховища Російського музею, що опікується теперішнім Літнім садом. Відвідувачі можуть побачити їх в Залі антиків Михайлівського замку, ще однієї філії музею. Там стоять відреставровані оригінали 18 століття. На їх місцях в саду — копії, виготовлені за новим рецептом суміші (портландцемент).
- Літній сад за первісним планом був садом фонтанів. За припущеннями, в саду було декілька десятків малих фонтанів в часи розквіту саду. В документах віднайдені назви лише десяти відомих фонтанів. Всі вони були знищені, сад перетворений на пейзажний і відвідувачі за два століття звикли до повної відсутності водометів, наче їх не було тут ніколи. Найбільш несподіваним колись був фонтан «Фараон». Його створили в павільйоні «Грот». Він мав скульптурну групу «Фараон з вояками» і був справжньою екзотикою (всі фігури були створені зі свинцю). Відновити розібраний в 1781 році фонтан «Фараон», як і зниклий павільйон «Грот», неможливо.

В саду на 2012 р. відновлені фонтани центральної алеї і один старовинний — законсервований і накритий скляним дахом. Діючих фонтанів — вісім, чотири — на Головній алеї та ще чотири в нововідроджених боскетах.
- Регулярне, геометричне розпланування саду в 2012 році підсилюють дерев'яні наскрізні паркани, пофарбовані в зелений колір. Вони — своєрідний кордон, до якого можуть рости кущі. Саме за лініями цього кордону кущі будуть вистригати. Адже сад бароко дозволяє досить активне втручання садівників у зростання рослин, у формування крон. Коли кущі підростуть і зміцніють, їх вистрижуть, а дерев'яні паркани приберуть (за планом — роки через три).
- На 2012 рік в саду висаджено більше однієї тисячі нових лип і більше двох тисяч кущів. В сад повернули квіти.
- Сад отримав нове освітлення і сучасні інженерні мережі. Як нові виставкові майдани використані відновлені барокові павільйони «Пташиний двір» та «Мала оранжерея».
- Аби наблизити нинішній Літній сад до історичного, на колишній господарській ділянці висадили овочі — моркву, капусту, картоплю, деякі прянощі. В оранжереях висаджені цитрусові. За планом, цитрусові рослини будуть виставляти в горщиках, як то було і раніше, тільки влітку.

## Галерея

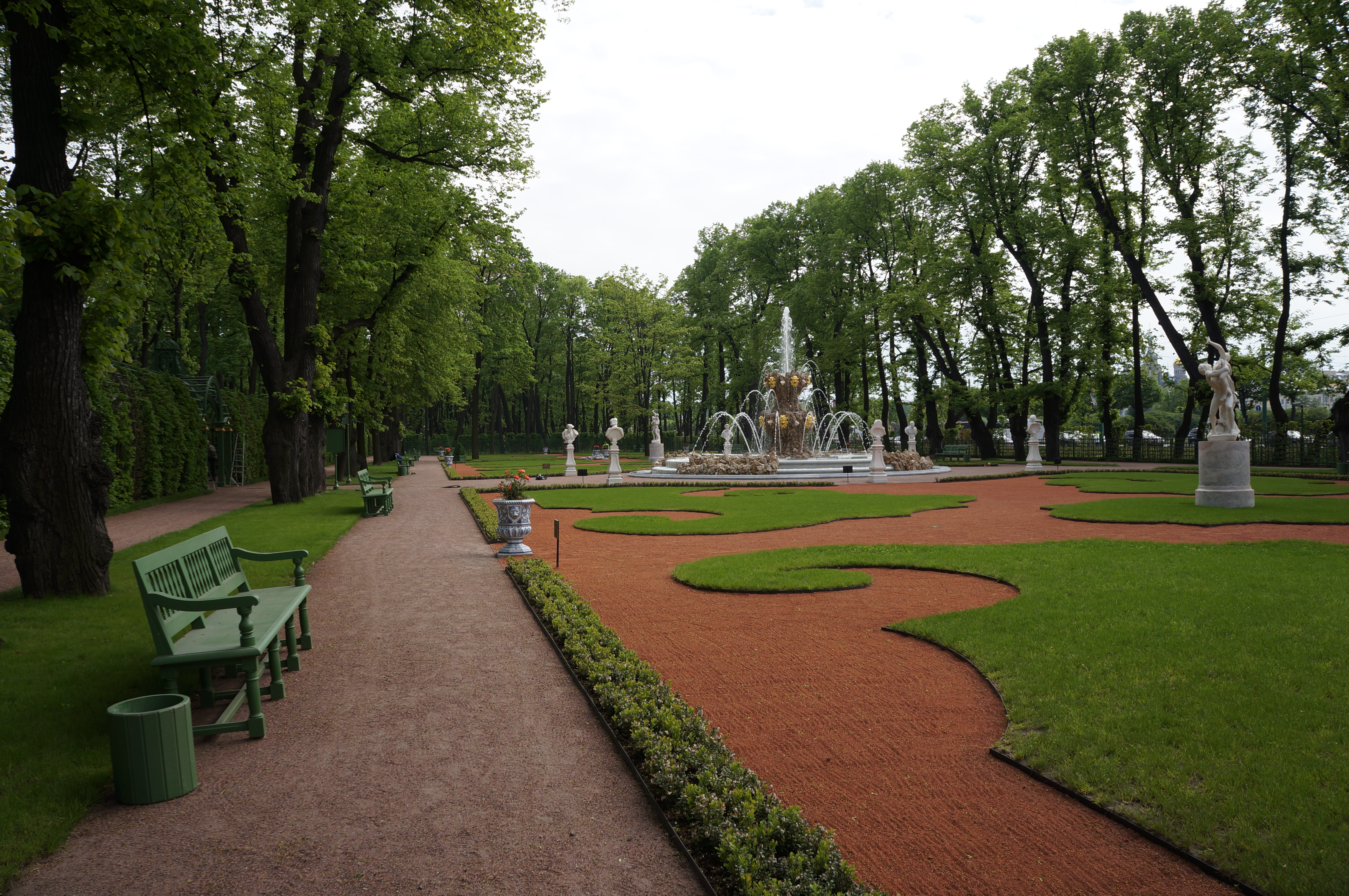
Відновлена ділянка з партером.

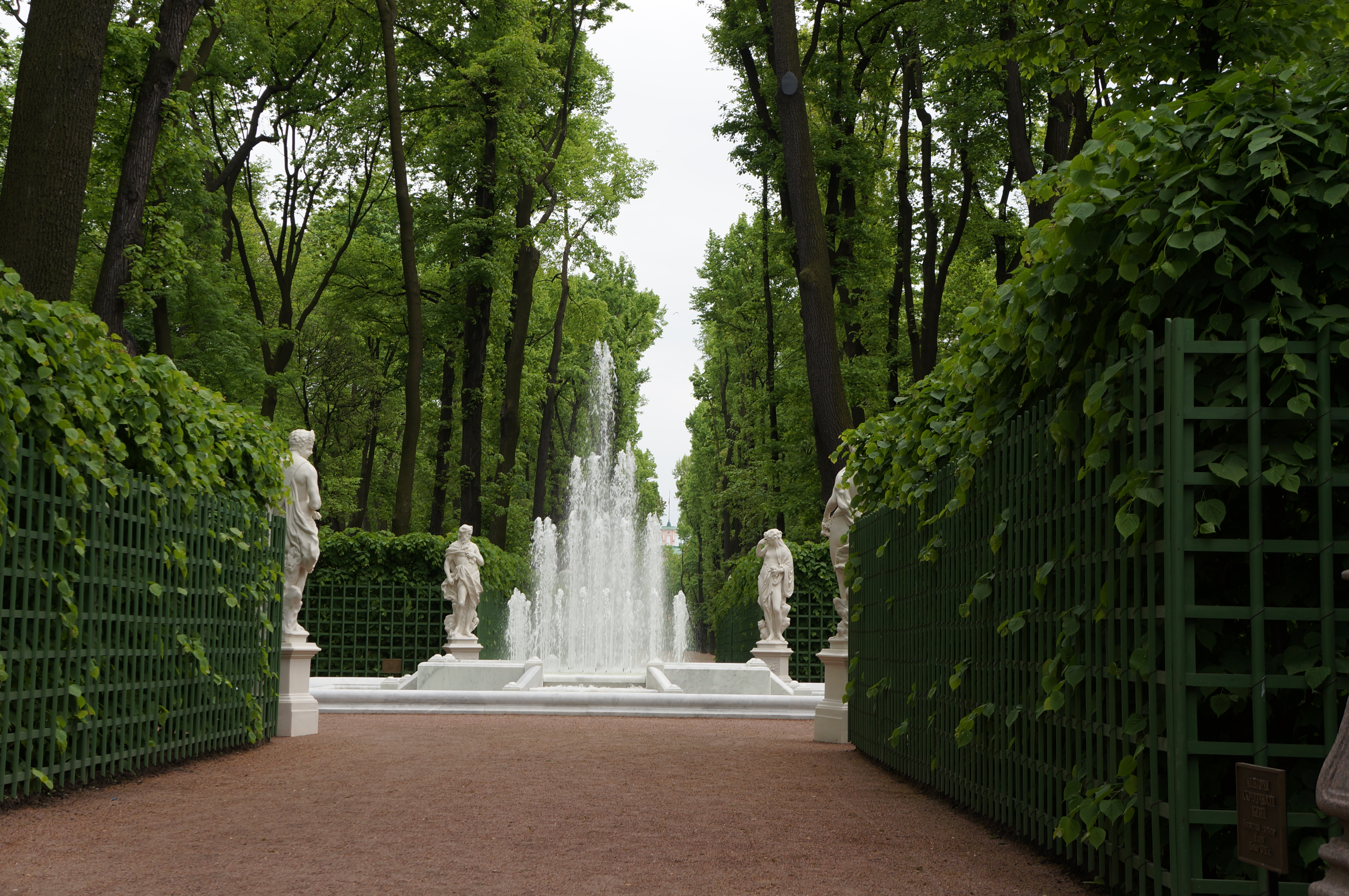
Відновлений фонтан «Піраміда».

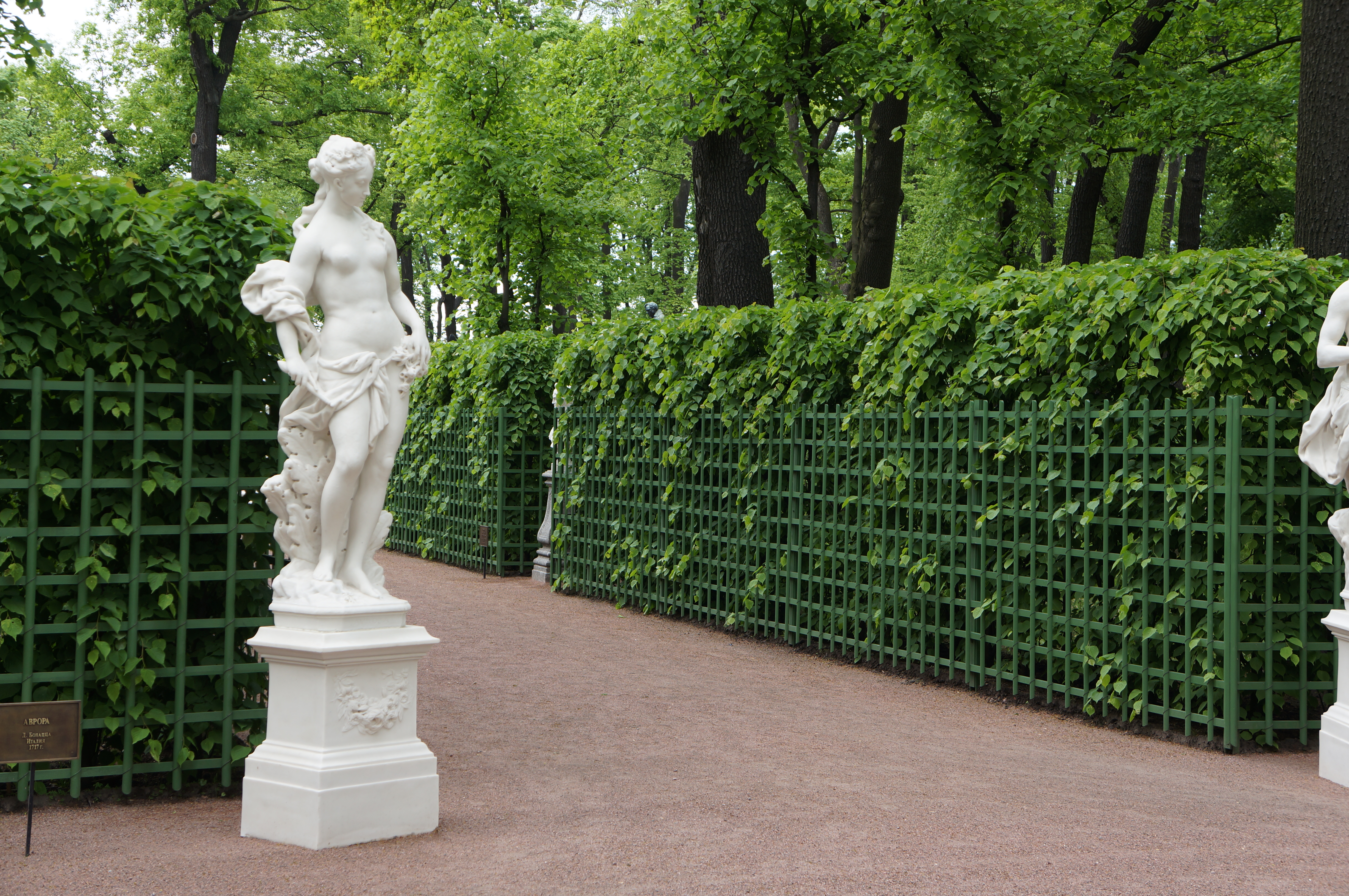
Центральна алея
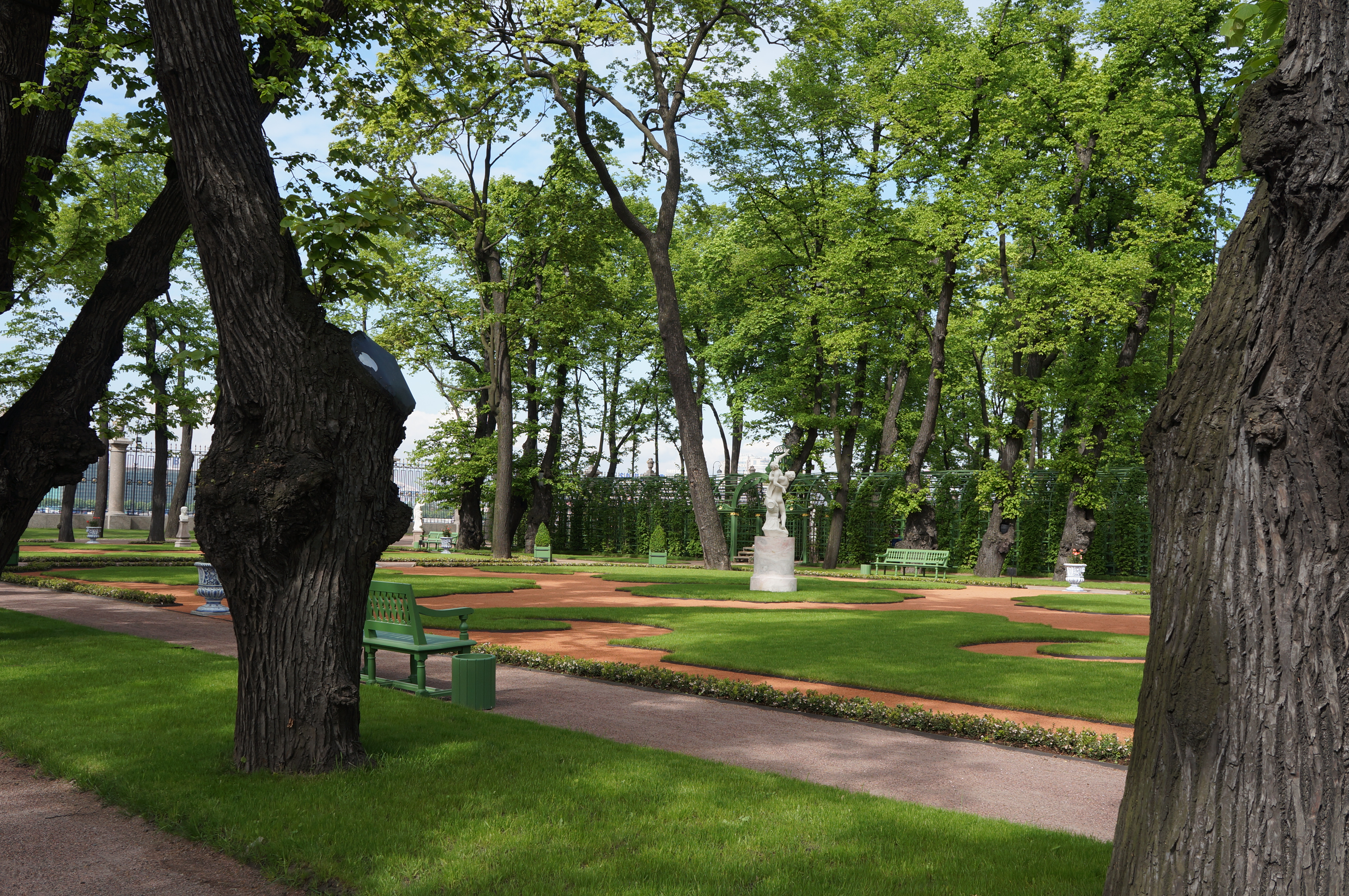
Вигляд французького мережевого партеру від Лебяжої канавки.
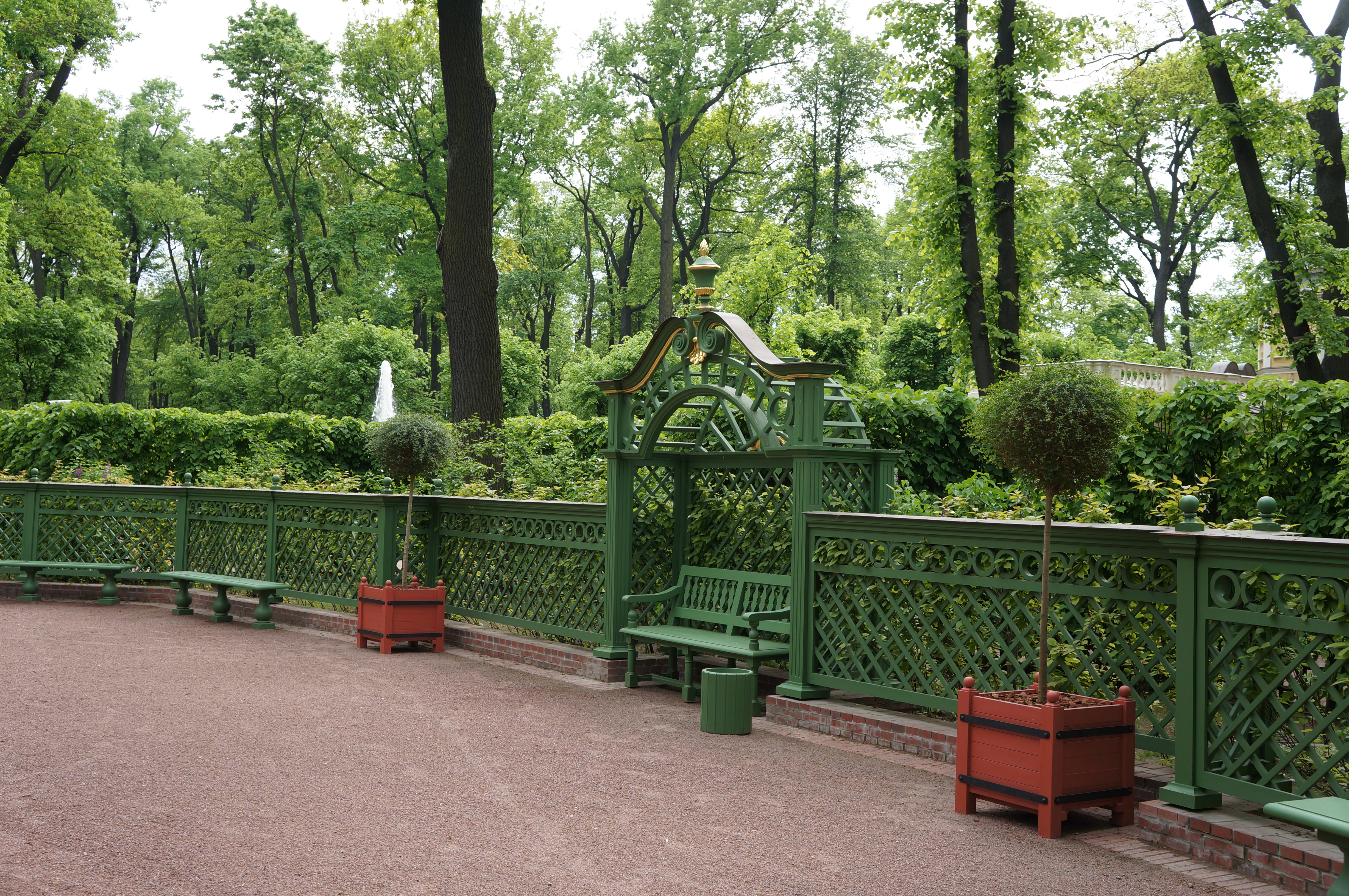
Літній сад. Боскет.
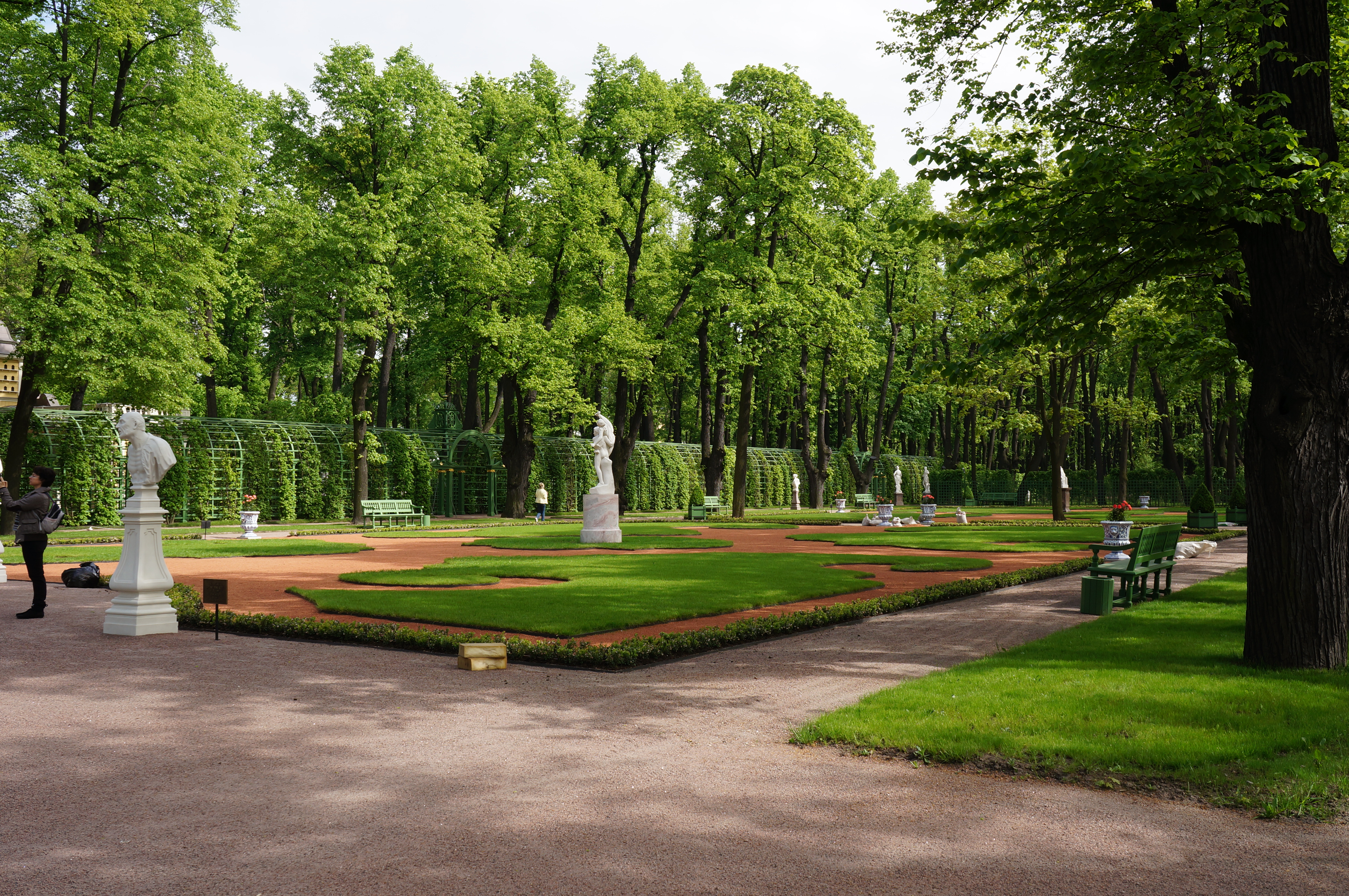
Французький партер.
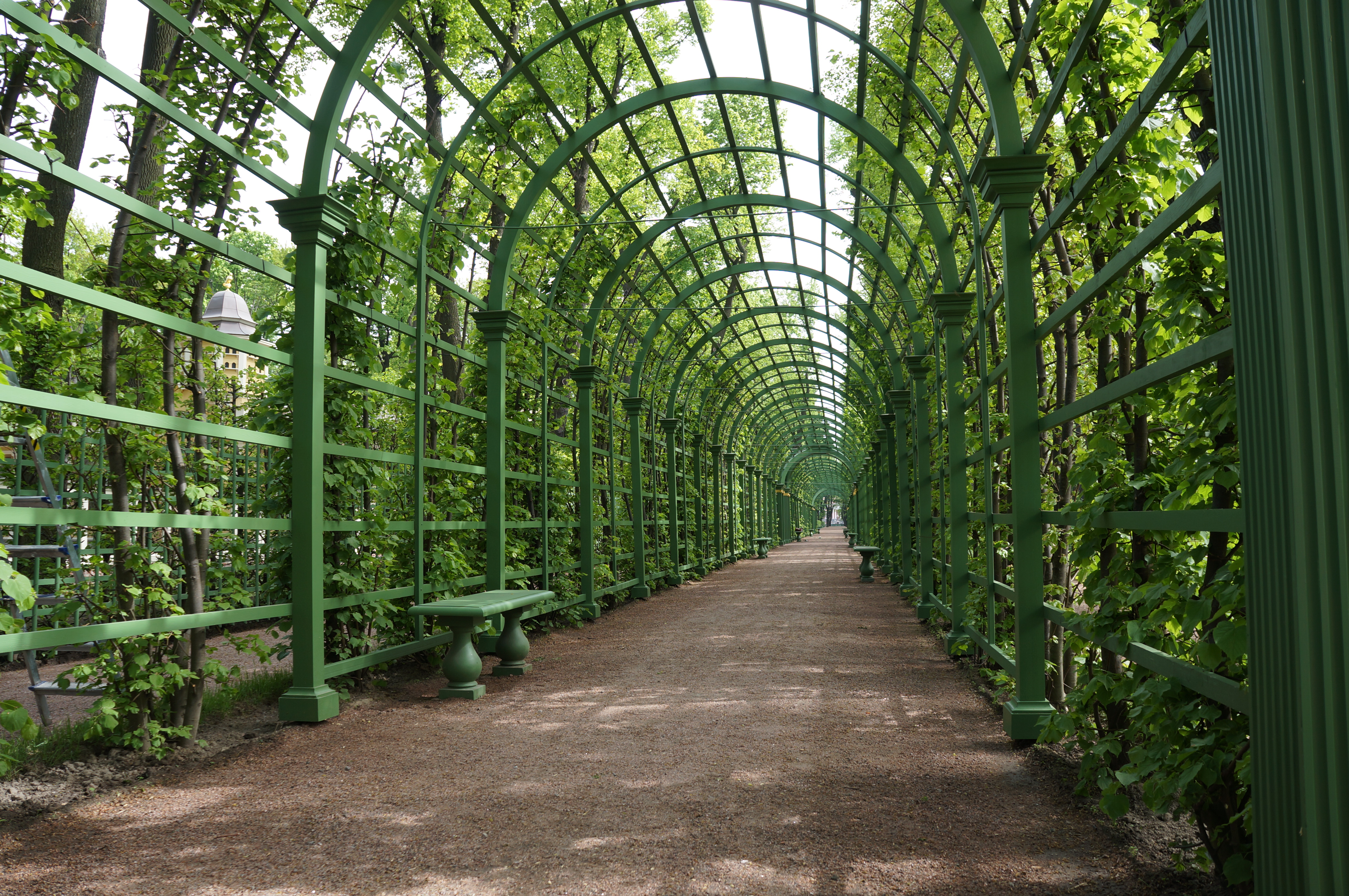
Берсо
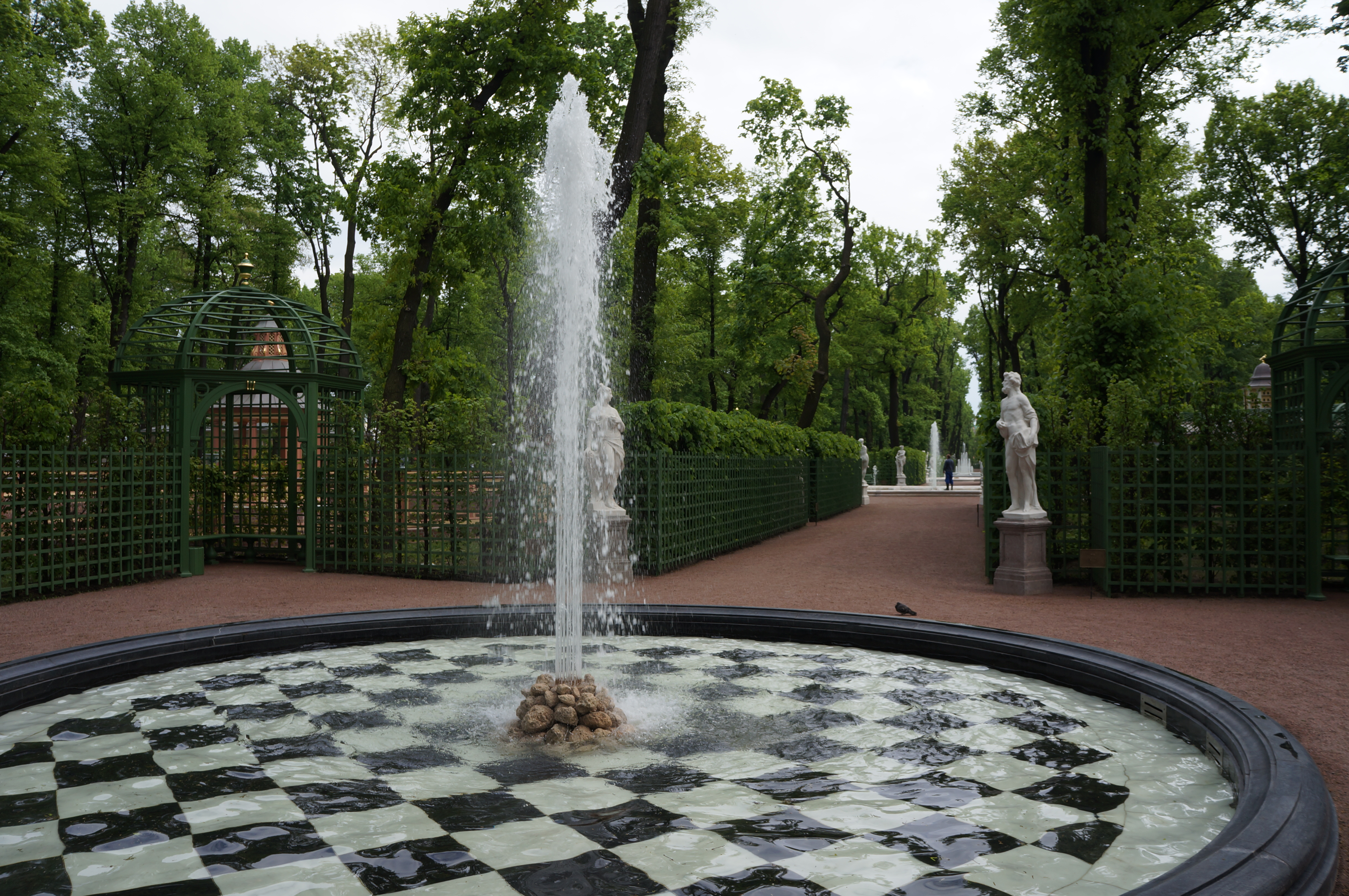
Центральна алея. Фонтан «Царицин».
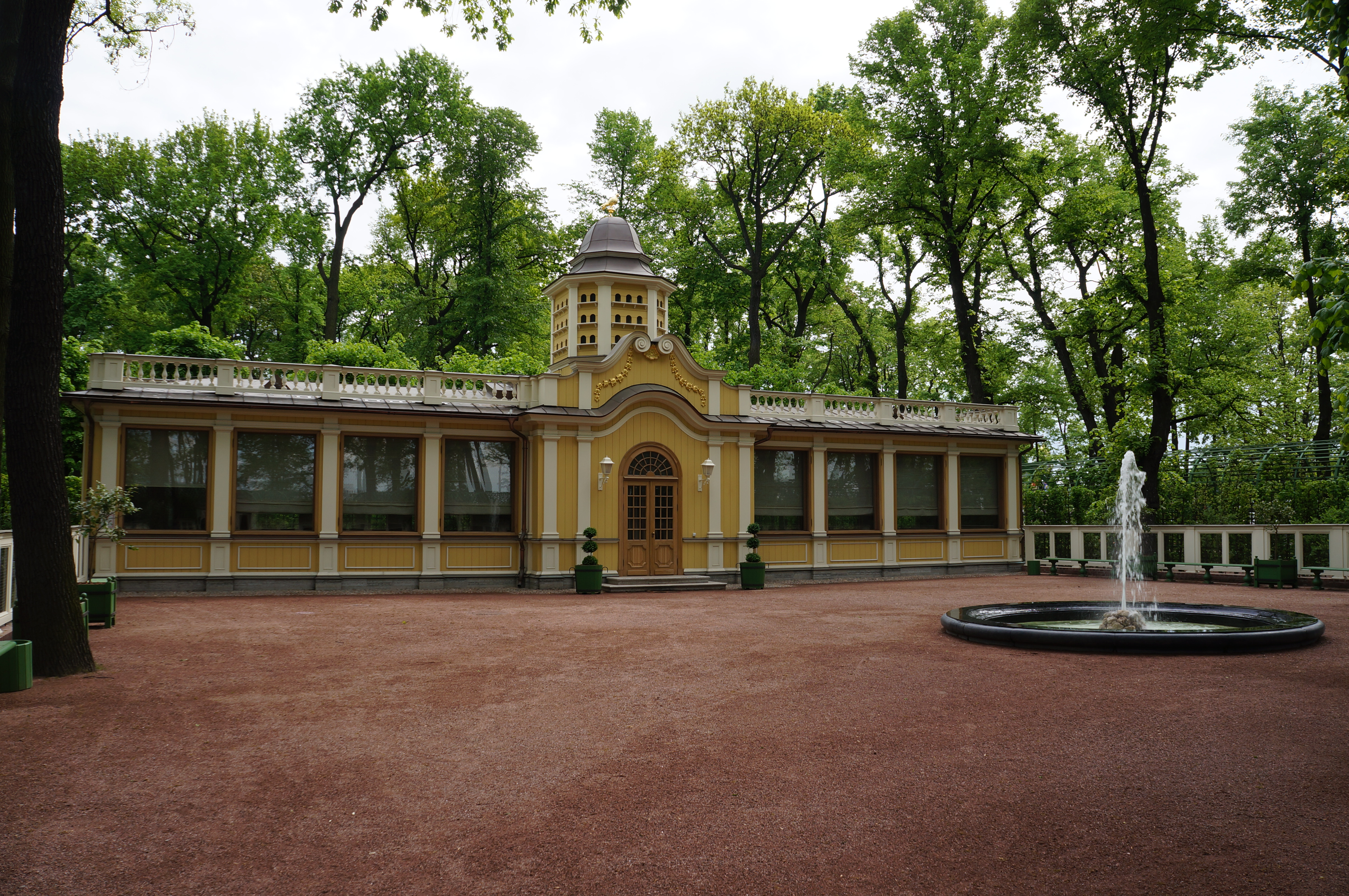
Пташиний двір
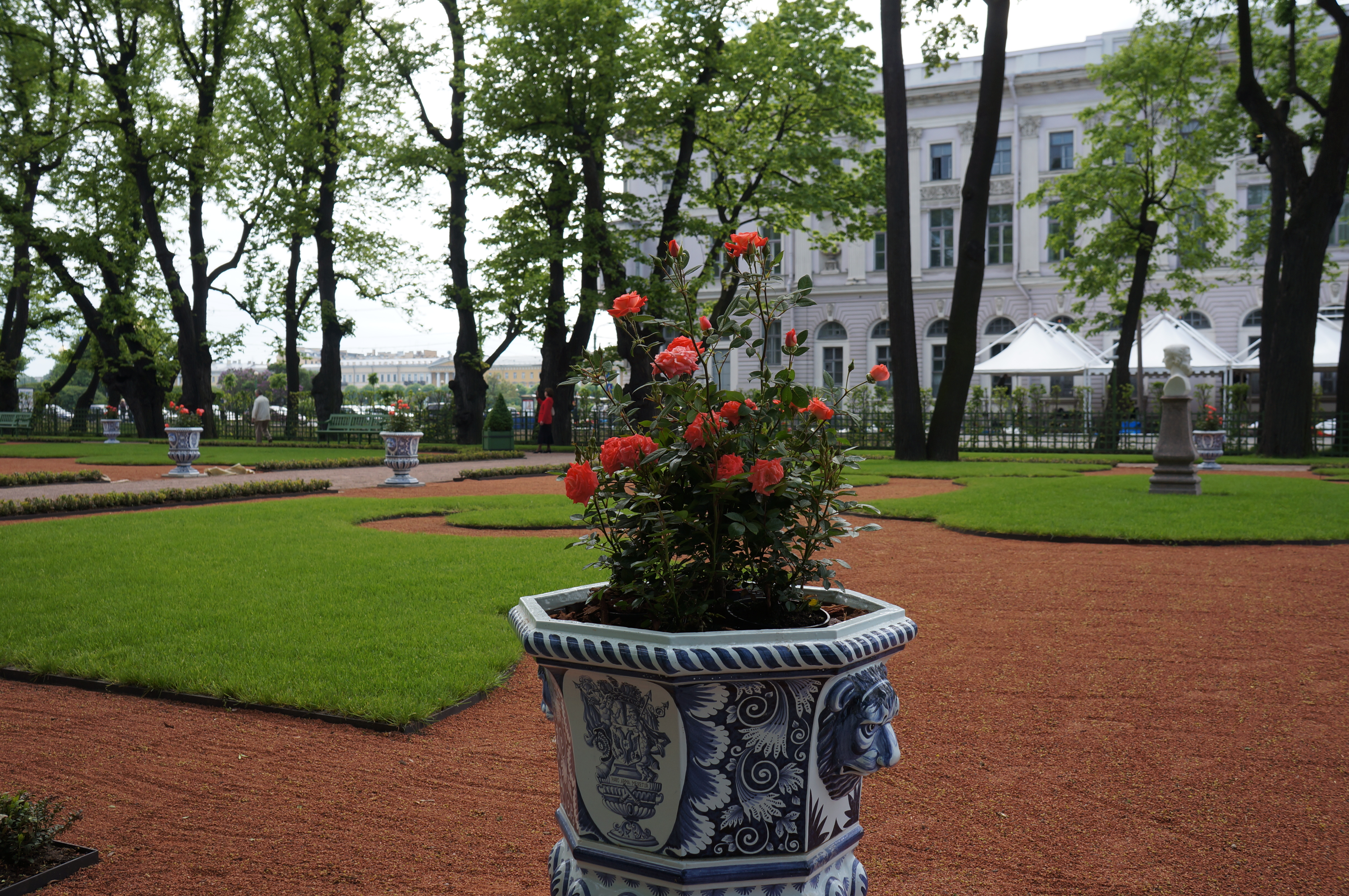
Французький партер з вазами
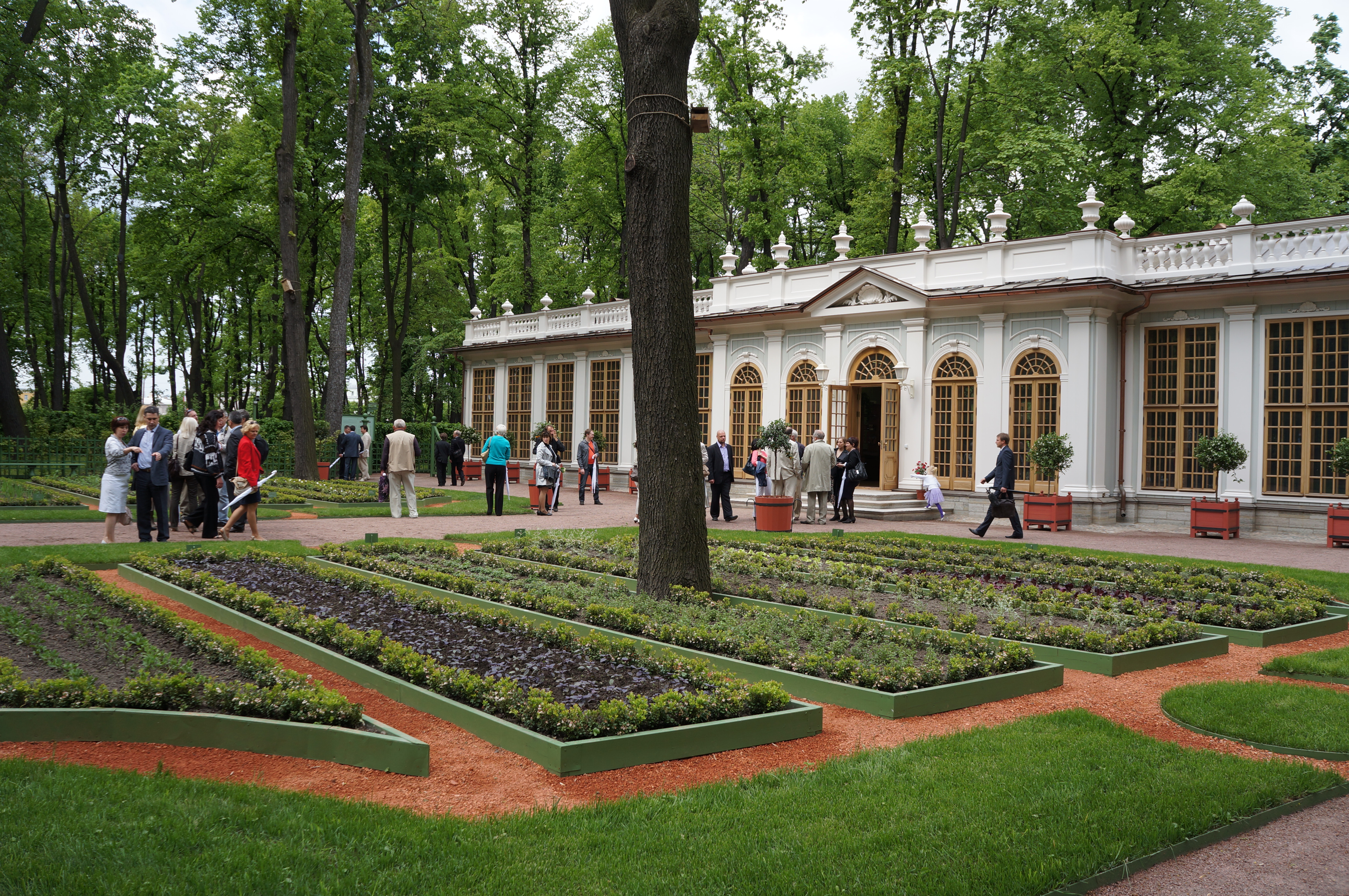
Мала оранжерея